# Star Alliance
Star Alliance es una alianza aérea fundada en el año 1997 por cinco aerolíneas. Actualmente está formada por 26 aerolíneas de todo el mundo. Con 4600 aviones, Star Alliance opera diariamente unos 18.500 vuelos a 1300 aeropuertos en 192 países (datos de abril de 2018), por lo que la convierte en la alianza aérea más grande del mundo.
Star Alliance fue la primera alianza de varias aerolíneas y compite con Oneworld y SkyTeam.

## Historia de Star Alliance

### De 1997 a 1999: Los primeros tres años
El 14 de mayo de 1997, cinco aerolíneas de tres continentes – United Airlines  (hoy fusionada con Continental), Lufthansa, Air Canada, Thai Airways International y Scandinavian Airlines System – se unieron para crear la primera alianza aérea, Star Alliance. Al día siguiente, el 15 de mayo de 1997, la nueva alianza contrató los servicios de la agencia publicitaria Young & Rubicam Advertising para dar a conocer al consorcio de aerolíneas, para lo que se gastó un total 25 millones de dólares. Las cinco aerolíneas empezaron a compartir el mismo logotipo y el nuevo eslogan: "The Airline Network for Earth" (en español:"La red de aerolíneas para la Tierra"), con el propósito de unificar la imagen comercial. La aerolínea brasileña Varig se unió a la alianza en octubre del mismo año.
En marzo de 1999, la aerolínea australiana Ansett Australia y la aerolínea neozelandesa Air New Zealand entraron a formar parte de la alianza. Tras la unión de estas dos aerolíneas, Star Alliance estaba ofreciendo 720 destinos en 110 países con una flota de 1650 aviones. El 23 de octubre de 1999, se unió la aerolínea japonesa All Nippon Airways.
Ese mismo año, también se creó el primer rival directo de Star Alliance, la alianza aérea Oneworld, fundada por las aerolíneas American Airlines, British Airways, Cathay Pacific y Qantas.

### Año 2000: El nuevo milenio
El nuevo milenio se inició con la admisión de la aerolínea singapuresa Singapore Airlines como miembro el 1 de abril de 2000. El 1 de julio de 2000, la aerolínea británica BMI (anteriormente conocida como British Midland) y la aerolínea mexicana, Mexicana de Aviación, se unieron a la alianza, lo que hizo que la aerolínea alcanzase la cifra de 13 miembros. La llegada de BMI a Star Alliance hizo que el aeropuerto londinense de Heathrow se convirtiese en el primer aeropuerto en el que dos aerolíneas de distintas alianzas aéreas compartían la misma base, dado que este aeropuerto también sirve como base para British Airways.
El grupo aeronáutico austríaco, Austrian Airlines Group, formado por las aerolíneas Austrian Airlines, Tyrolean Airways y Lauda Air se unió también en 2000. Durante ese año, la aerolínea dubaití Emirates, sopesó la entrada en Star Alliance, pero optó por no entrar en ella. También en el año 2000, la ya desaparecida BWIA West Indies Airways que tenía una alianza con United Airlines consideró convertirse en miembro. Sin embargo BWIA nunca entró a formar parte de la alianza.

### De 2001 a 2006: Crisis del sector aéreo

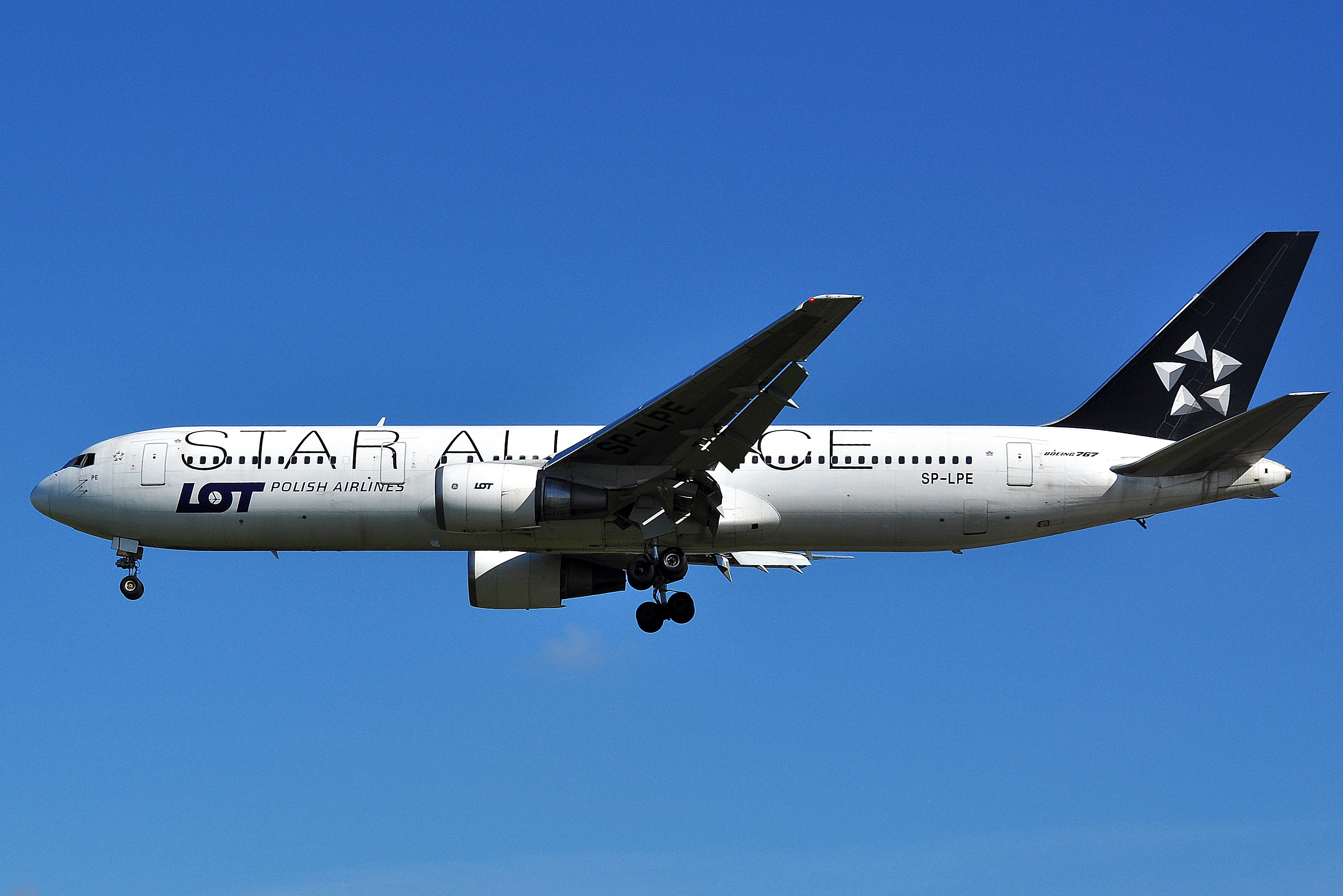
Boeing 767 de LOT Polish Airlines con pintura de acabado "Star Alliance".

2001 marcó el inicio de la crisis del sector aéreo, que se agudizó a raíz de los atentados del 11 de septiembre de 2001. En 2001, Ansett Australia se convirtió en la primera aerolínea en abandonar la alianza, debido a la entrada en bancarrota de la misma.
El 1 de marzo de 2003 se incorporó la aerolínea surcoreana Asiana Airlines, LOT Polish Airlines en octubre, seguida el 1 de mayo por la aerolínea española Spanair.
En 2004 las aerolíneas Croatia Airlines, Blue1 y Adria Airways inauguraron la red regional de la alianza. También en 2004, la aerolínea estadounidense US Airways se une a la alianza tras un proceso de negociación que se inició en junio de 2003. Ese mismo año, Mexicana de Aviación decide abandonar Star Alliance, después de no haberse renovado el acuerdo de vuelos en código compartido con United Airlines.
El 14 de mayo de 2005 se admitió como miembro a la aerolínea portuguesa TAP Air Portugal, con lo que se añadían nuevos destinos en el continente africano en la red de Star Alliance. Ese mismo año US Airways y America West Airlines se fusionan, con lo que America West Airlines se une a la alianza a través de la unión con un miembro de la alianza.
En 2006, la aerolínea sudafricana South African Airways se convirtió en la primera aerolínea del continente africano en formar parte de Star Alliance. El 7 de abril de 2006, tras una ceremonia en Zúrich, Swiss International Air Lines se unió a la alianza.
El 9 de diciembre del mismo año se firmó con THY (Turkish Airlines) un protocolo de adhesión.

### Año 2007: Décimo aniversario
En mayo de 2007, Star Alliance y sus miembros celebraron el décimo aniversario de la alianza aérea. Durante la anterior década, Star Alliance había pasado de cinco aerolíneas a un total de diecisiete aerolíneas alrededor del mundo. Diariamente, los miembros de Star Alliance volaban un total de 16.000 rutas aéreas hacia 855 destinos en 155 países, dando servicio a 406 millones de pasajeros al año. Como parte del aniversario, y para publicitar la alianza, Star Alliance lanzó una promoción para sus clientes. En ella se sorteaban premios, como pasajes para dar la vuelta al mundo, así como premios en metálico. Ese mismo mes, Star Alliance también anunció la Biosphere Connections (en español: Conexiones con la Biosfera), una relación con tres organizaciones internacionales – UNESCO, International Union for Conservation of Nature (IUCN), y Ramsar Convention On Wetlands – para promocionar buenas prácticas medioambientales.
Ese año, también supuso la primera expulsión de una aerolínea de Star Alliance, cuando el 31 de enero de 2007, la aerolínea brasileña Varig fue expulsada de la alianza, al no atender a las obligaciones como miembro de la misma. El 12 de diciembre de 2007 dos aerolíneas chinas pasaron a formar parte de la alianza, Air China y Shanghai Airlines.

### De 2008 a 2010: Expansión de la alianza

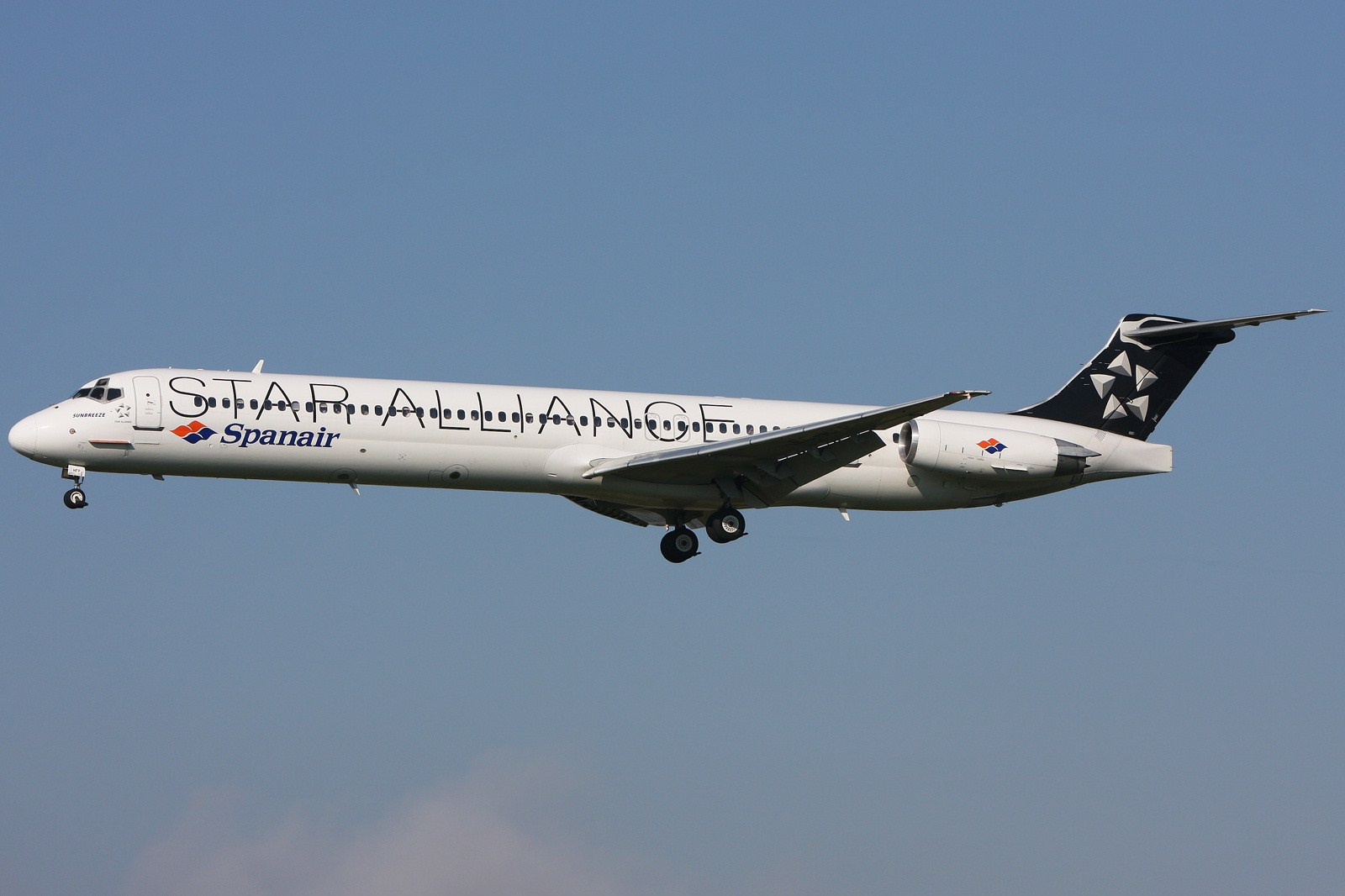
Avión accidentado en el Vuelo JK 5022 de Spanair el 20 de agosto de 2008 con 154 muertos, con pintura de acabado "Star Alliance".

El 1 de abril de 2008, la aerolínea turca Turkish Airlines se unió a Star Alliance, tras un proceso de integración de 18 meses de duración, que se inició en diciembre de 2006. La aerolínea egipcia EgyptAir, también pasó a formar parte de Star Alliance el 11 de julio del mismo año.
El 27 de octubre de 2009, Continental Airlines se convirtió en miembro de la alianza, tras haber abandonado SkyTeam el 24 de octubre. Durante la ceremonia de ingreso, celebrada en Nueva York, Jaan Albrecht, consejero delegado de Star Alliance, dijo:

...La llegada de Continental Airlines a Star Alliance ha sido una experiencia única. Esta es la primera vez en que una aerolínea se ha cambiado de una alianza aérea a otra, y me gustaría agradecer a todas las personas involucradas en asegurar la transición.

En aquella época, se rumoreaba que el abandono de Continental Airlines de SkyTeam a favor de Star Alliance era el inicio del plan de fusión entre Continental y United Airlines. Ese mismo año, el 9 de diciembre de 2009, la aerolínea belga Brussels Airlines también se convirtió en miembro.
El 13 de mayo de 2010, la aerolínea brasileña TAM Airlines fue admitida como miembro, tras una ceremonia celebrada en São Paulo. Esta nueva unión se consideró por los medios de comunicación como una clara estrategia de Star Alliance para aliarse con aerolíneas en economías emergentes. El 30 de junio de 2010, la aerolínea griega Aegean Airlines pasó a formar parte del grupo.
El 31 de octubre de 2010 Shanghai Airlines abandonó Star Alliance, motivada por la fusión con China Eastern Airlines, que pasa a ser miembro de la alianza aérea SkyTeam. El 29 de septiembre de 2010, el comité ejecutivo de Star Alliance aprobó la propuesta de la aerolínea etíope Ethiopian Airlines para ser miembro. La admisión, prevista para septiembre de 2011, añadirá a la red de Star Alliance cinco nuevos países y 24 nuevos destinos.
A la finalización de la década, Star Alliance volaba a 1.172 aeropuertos en 181 países, con 21.200 rutas aéreas al día.

### Expansión para 2011 y 2012
A finales de 2010, la aerolínea india Air India retrasó su entrada en Star Alliance, estando prevista la entrada para el verano de 2011. También en 2010, la aerolínea Colombiana Avianca, junto a la Salvadoreña TACA, fueron admitidas en Star Alliance para entrar a mediados de 2012.
También el antiguo miembro de SkyTeam, la aerolínea Panameña Copa Airlines fue admitida para entrar en Star Alliance a mediados de 2012.
El 13 de diciembre de 2011, Ethiopian Airlines ingresó a la red de aerolíneas Star Alliance añadiendo cinco nuevos países en África y 24 destinos. A principios de enero de 2012, Continental Airlines formalmente sale de la alianza después de finalizar su fusión con United Airlines. Poco tiempo pasó para que otra aerolínea abandonara la alianza, esto ocurre el 27 de enero de 2012, ya que la aerolínea española Spanair dejó la alianza y cesó sus operaciones.
El 29 de marzo de 2012, la aerolínea taiwanesa EVA Air fue aceptada para ser un futuro miembro de la alianza, esperando su entrada formal para el año 2013. El 20 de abril de 2012, British Midland sale de la alianza debido a su compra por parte de la firma de aerolíneas IAG a la alemana Lufthansa. Luego de estas importantes pérdidas para la alianza, Star Alliance quedó con un total de 25 aerolíneas en su red a abril de 2012.
El 21 de junio de 2012 las aerolíneas Avianca, TACA y Copa Airlines se incorporaron a la red de Star Alliance consolidando así su presencia en América Latina y la adición de cerca de 50 nuevos aeropuertos para la red. Esta incorporación elevó la red a 27 miembros que ofrecen más de 21.500 vuelos diarios a 1.356 aeropuertos en 193 países.

### 2013 y 2014: Nuevos Miembros
Hacia el 18 de junio de 2013, ingresa como nuevo miembro de la alianza, la aerolínea Taiwanesa Eva Air la cual adiciona a la alianza una flota de más de 60 aeronaves y de 70 destinos, ya hacia el año 2014, la aerolínea Air India se convierte en miembro pleno de la alianza y le suma a la misma cerca de 85 destinos nuevos y una flota de más de 100 aeronaves incluidas filiales.

## Compañías aéreas
Star Alliance consta de 27 compañías aéreas

### Miembros actuales
| Miembro                       | Fecha de ingreso | Afliadas | Filiales que no son miembro                                   |
| América                       | América          | América | América                                                       |
| ----------------------------- | ---------------- | --- | ------------------------------------------------------------- |
| Avianca                       | 2012             | Avianca Costa Rica Avianca El Salvador Avianca Ecuador Avianca Express Avianca Guatemala Avianca Honduras Avianca Argentina    | –                                                             |
| Copa Airlines                 | 2012             | Copa Airlines Colombia | Wingo                                                         |
| Air Canada                    | 1997             | Air Canada Express → Jazz Aviation → Sky Regional Airlines Air Canada Jetz Air Canada Rouge                                    | –                                                             |
| United Airlines               | 1997             | United Express operado por: → Air Wisconsin → CommutAir → GoJet Airlines → Mesa Airlines → Republic Airways → SkyWest Airlines | —                                                             |
| Europa                        |                  | |                                                               |
| Aegean Airlines               | 2010             | Olympic Air | —                                                             |
| Austrian Airlines             | 2000             | — | —                                                             |
| Brussels Airlines             | 2009             | — | —                                                             |
| Croatia Airlines              | 2004             | — |                                                               |
| LOT Polish Airlines           | 2003             | Nordica | —                                                             |
| Lufthansa                     | 1997             | Air Dolomiti Lufthansa CityLine Lufthansa Regional                                                                             | Eurowings Eurowings Europe                                    |
| Swiss International Air Lines | 2006             | — | Edelweiss Air                                                 |
| TAP Air Portugal              | 2005             | TAP Express | —                                                             |
| Asia                          |                  | |                                                               |
| Air China                     | 2007             | — | Air Macau Dalian Airlines                                     |
| Air India                     | 2014             | Alliance Air | Air India Express                                             |
| ANA                           | 1999             | Air Japan ANA Wings | —                                                             |
| Asiana Airlines               | 2003             | — | Air Busan Air Seoul                                           |
| Eva Air                       | 2013             | — | Uni Air                                                       |
| Shenzhen Airlines             | 2012             | — | Kunming Airlines                                              |
| Singapore Airlines            | 2000             | — | Scoot SilkAir                                                 |
| Thai Airways International    | 1997             | Thai Smile | Nok Air                                                       |
| Turkish Airlines              | 2008             | — | Air Albania Anadolu Jet SunExpress                            |
| África                        |                  | |                                                               |
| EgyptAir                      | 2008             | — | Air Cairo Air Sinai Smart Aviation Company                    |
| Ethiopian Airlines            | 2011             | — | ASKY Airlines Ethiopian Mozambique Airlines Malawian Airlines |
| South African Airways         | 2006             | — | Airlink Mango                                                 |
| Oceanía                       |                  | |                                                               |
| Air New Zealand               | 1999             | — | —                                                             |

### Aliados de conectividad
| Aliado           | Fecha de acuerdo | Tamaño de flota |
| ---------------- | ---------------- | --------------- |
| Juneyao Airlines | 2017             | 67              |
| Olympic Air      | 2018             | 12              |

### Antiguos miembros
| Antiguo miembro             | Ingreso | Salida | Aerolíneas afiliadas |
| --------------------------- | ------- | ------ | --- |
| Adria Airways               | 2004    | 2019   | |
| Ansett Australia            | 1999    | 2001   | Aeropelican Air Services Hazelton Airlines Kendell Airlines Skywest Airlines |
| BMI                         | 2000    | 2012   | — |
| Mexicana de Aviación        | 2000    | 2004   | Aerocaribe |
| Scandinavian Airlines (SAS) | 1997    | 2024   | Scandinavian Airlines Connect Air Greenland |
| Shanghai Airlines           | 2007    | 2010   | China United Airlines |
| Spanair                     | 2003    | 2012   | — |
| TAM Líneas Aéreas           | 2010    | 2014   | TAM Paraguay |
| US Airways                  | 2004    | 2014   | US Airways Express operado por: → Air Wisconsin → Chautauqua Airlines → Colgan Air → Mesa Airlines → PSA Airlines → Republic Airlines → Trans States Airlines US Airways Shuttle |
| Varig                       | 1997    | 2006   | Nordeste Rio Sul PLUNA |

1. 1 2 3 4  Miembro fundador[41]
2. ↑  Las aerolíneas que operan bajo las marcas: Lufthansa Regional y United Express no necesariamente son miembros de Star Alliance. Sin embargo, los vuelos son operados en nombre de las aerolíneas miembros respectivos, llevan código y son vuelos de Star Alliance.
3. ↑  Anunciaron la intención de fusionarse con Olympic Air en febrero de 2010. Olympic Air se incorporará a Star Alliance, cuando se produzca la fusión.
4. ↑  Quebró en 2001
5. ↑  Dejó la alianza en 2012 al pasar a ser propiedad de IAG unión de las aerolíneas British Airways e Iberia L.A.E., actuales miembros de Oneworld.
6. ↑  Dejó la alianza en 2004 después de tomar la decisión de no renovar la alianza de código compartido con United Airlines, optando por aliarse con American Airlines, e ingresar a Oneworld el 10 de noviembre de 2009
7. ↑  Dejó la alianza para ser miembro de SkyTeam.
8. ↑  Dejó la alianza en 2010 como resultado de la unión con China Eastern Airlines, actual miembro de SkyTeam.
9. ↑  Quebró en enero de 2012
10. ↑  Dejó la alianza el 30 de marzo de 2014 para hacer parte de Oneworld el 31 de marzo de 2014, como parte del proceso de fusión con LAN Airlines.
11. ↑  Dejó la alianza el 30 de marzo de 2014 tras fusionarse con American Airlines, e ingresar a Oneworld el 31 de marzo de 2014.
12. ↑  Suspendió su membresía el 31 de enero de 2007 por una reestructuración interna, salió voluntariamente

1. ↑  United Shuttle cesó operaciones e hizo parte de United Airlines.

### Posibles Miembros
| Aerolínea                      | Afiliadas            | Afinidad con miembros Star Alliance |
| ------------------------------ | -------------------- | ----------------------------------- |
| Norse Atlantic Airways         |                      | Todos los miembros                  |
| Riyadh Air                     |                      | 4 Miembros                          |
| Flyr                           |                      | Todos los miembros                  |
| Bonza                          |                      | Todos los miembros                  |
| TAG Airlines                   |                      | Todos los miembros                  |
| Flybondi                       |                      | Todos los miembros                  |
| Iraqi Airways                  |                      | Todos los miembros                  |
| Azerbaijan Airlines            | Buta Airways         | 2 Miembros                          |
| Air Austral                    |                      | N/A                                 |
| Air Astana                     | FlyArystan           | 3 Miembros                          |
| Air Caraïbes                   | French Bee           | Todos los miembros                  |
| Air Malta                      |                      | 5 Miembros                          |
| Azul Líneas Aéreas             | Azul Conecta         | 4 Miembros                          |
| Caribbean Airlines             |                      | N/A                                 |
| JetBlue                        |                      | 5 Miembros                          |
| Gulf Air                       |                      | 1 Miembro                           |
| Lao Airlines                   |                      | Thai Airways                        |
| Luxair                         |                      | Todos los miembros                  |
| Ryanair                        |                      | Todos los miembros                  |
| ITA Airways                    |                      | Todos los miembros                  |
| LIFT Airline                   |                      | Todos los miembros                  |
| Ukraine International Airlines |                      | 2 Miembro                           |
| UTair Aviation                 | UTair Express Vostok | Turkish Airlines                    |
| Yemenia                        |                      | Todos los miembros                  |

## Datos estructurales[43]
- N.º de aerolíneas miembro: 26
- Flota: 4.244
- N.º de empleados: 483.337
- Pasajeros transportados anualmente: 636,97 millones
- Ingresos por ventas en US$: 177.306,45 millones
- Salidas diarias: 21.050
- Número de aeropuertos: 1.167
- Número de salas VIP: 980
- Países donde vuela: 186

## Galería

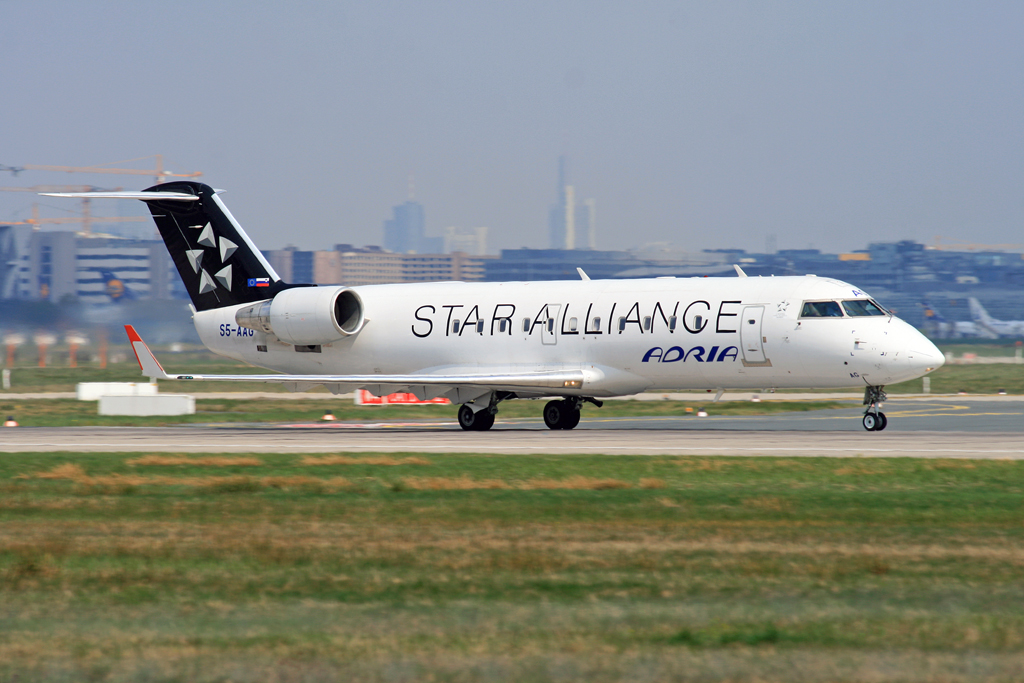
Bombardier CRJ-200 de Adria Airways (2009).
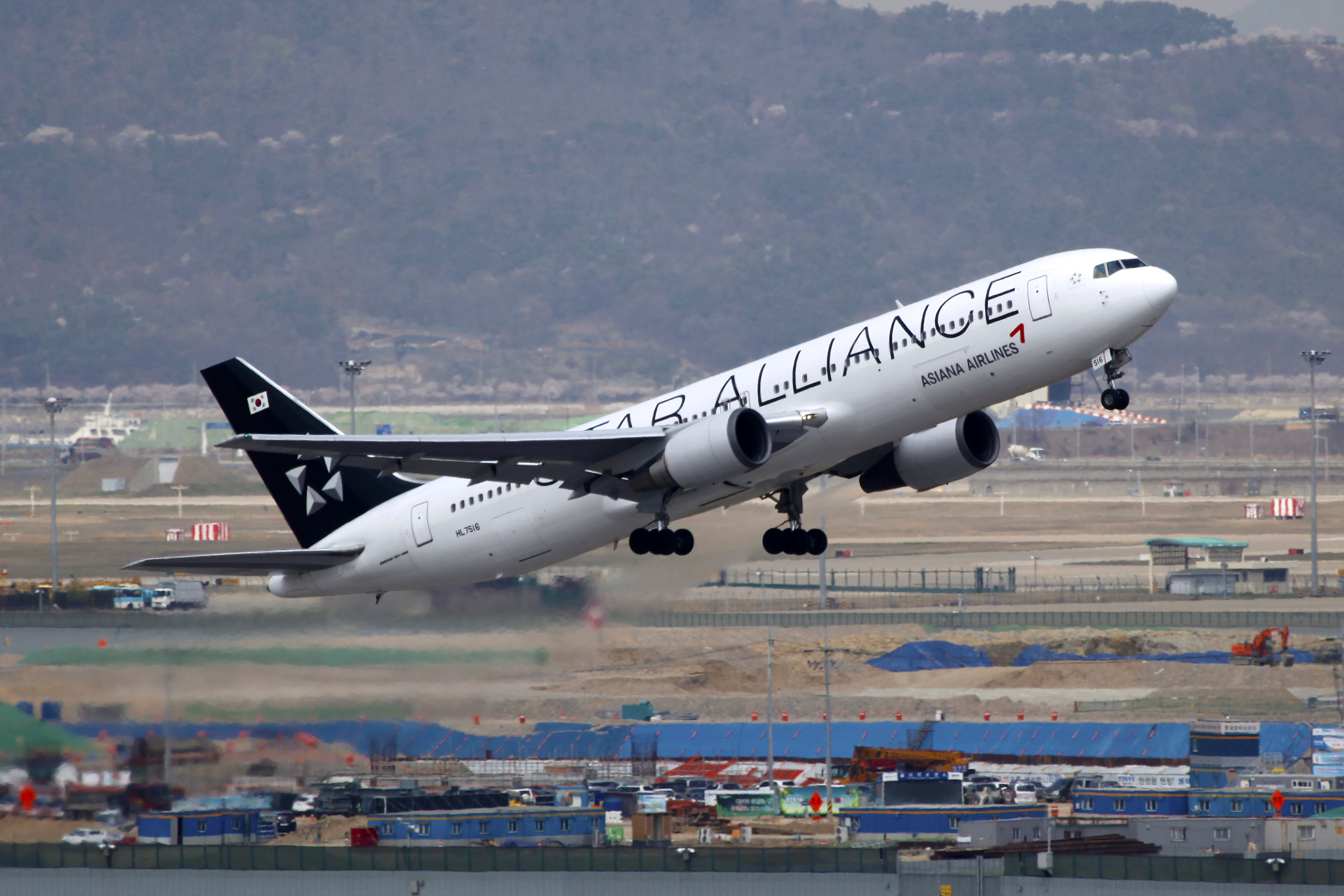
Boeing 767-300 de Asiana Airlines.
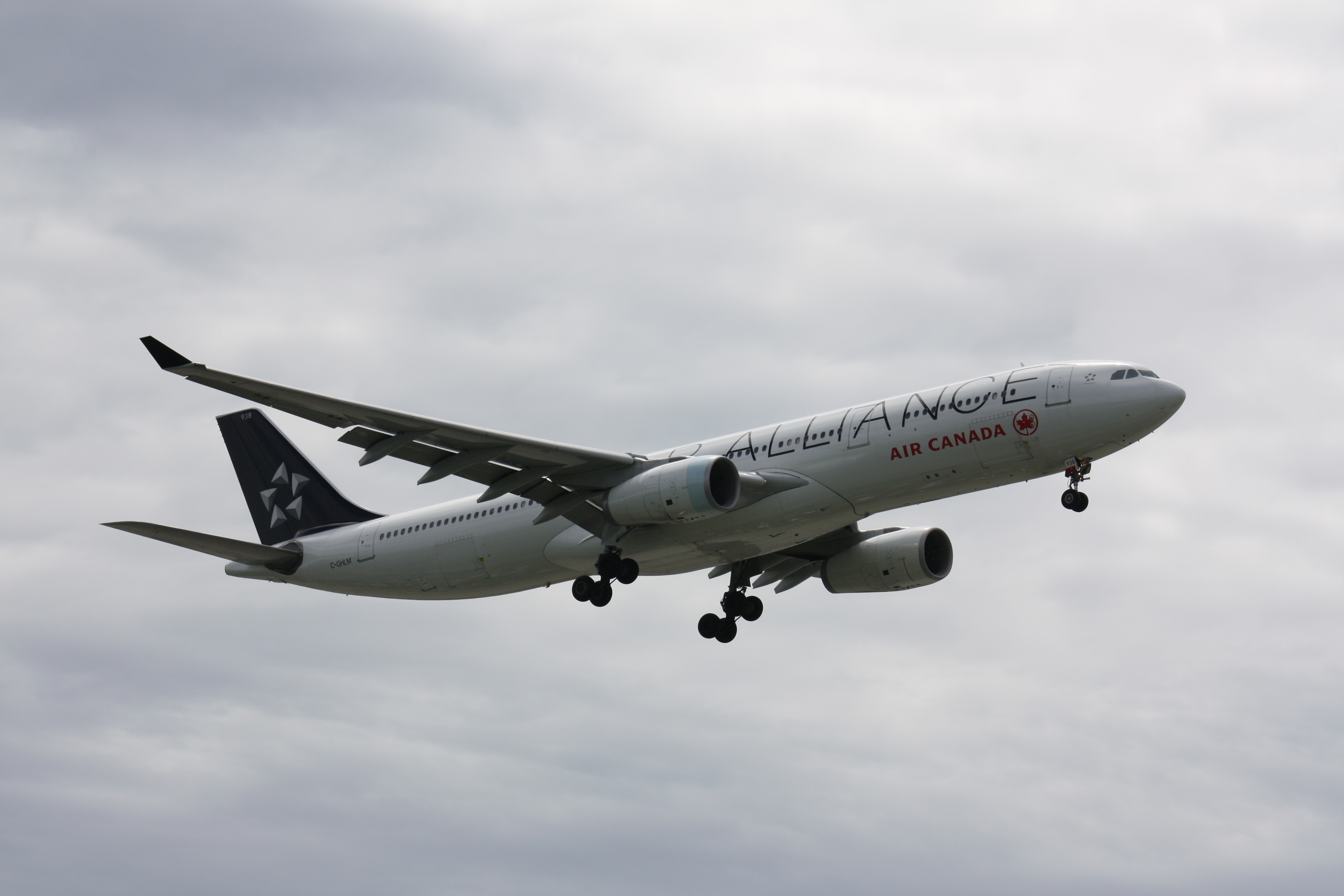
Airbus A330-343X de Air Canada (2008).
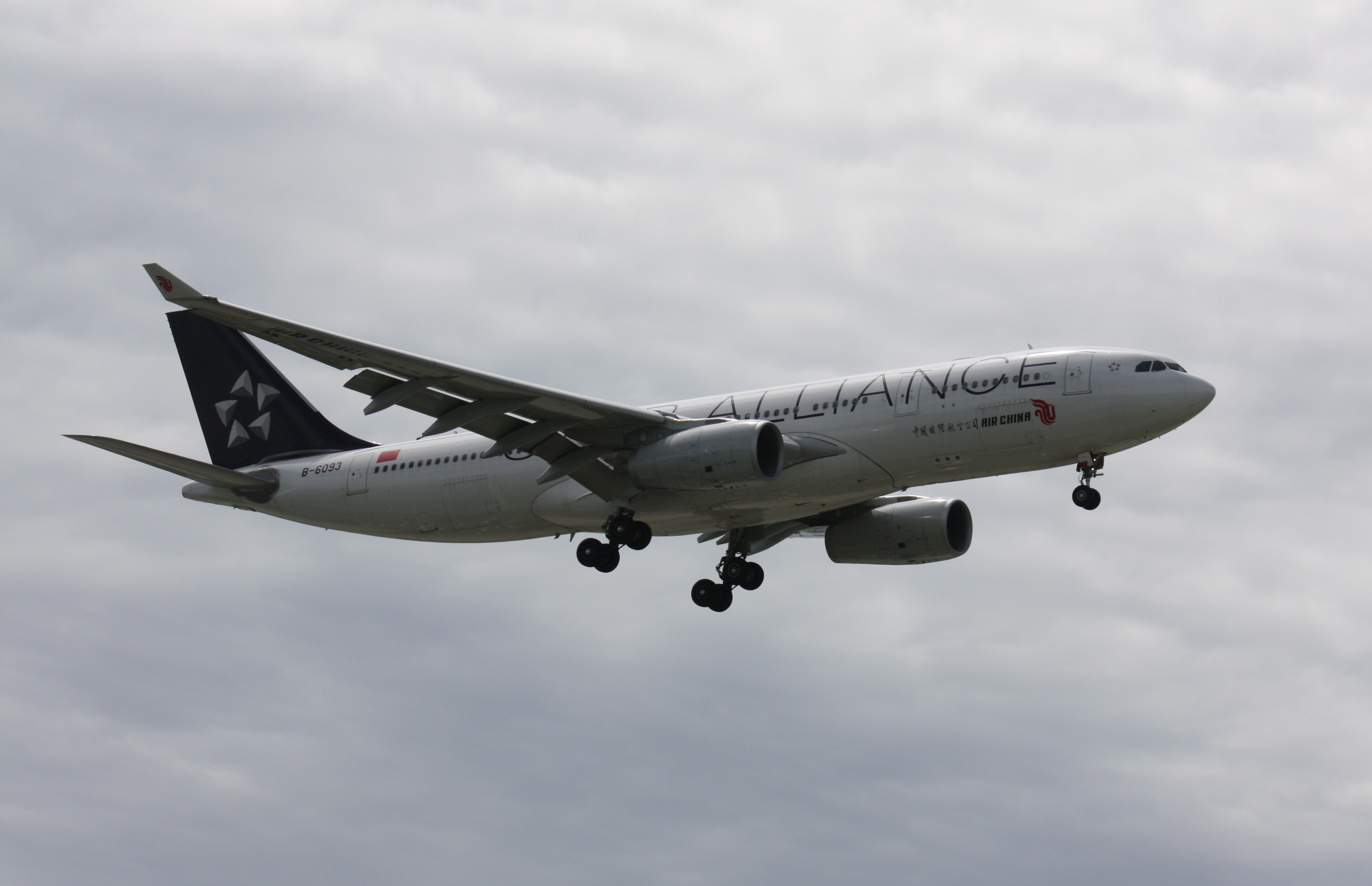
A330-243 de Air China (2008).
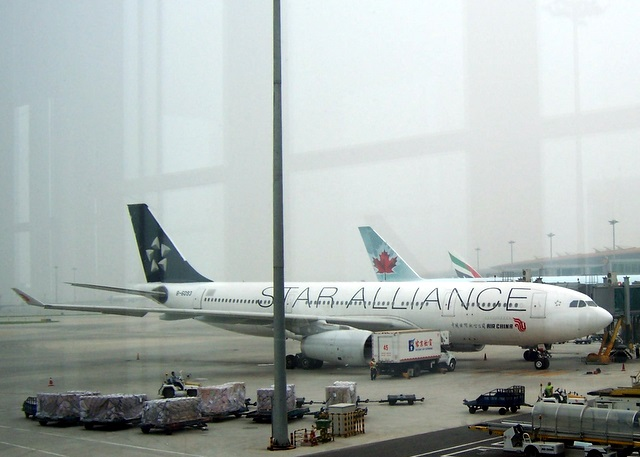
A330-243 de Air China (2009).
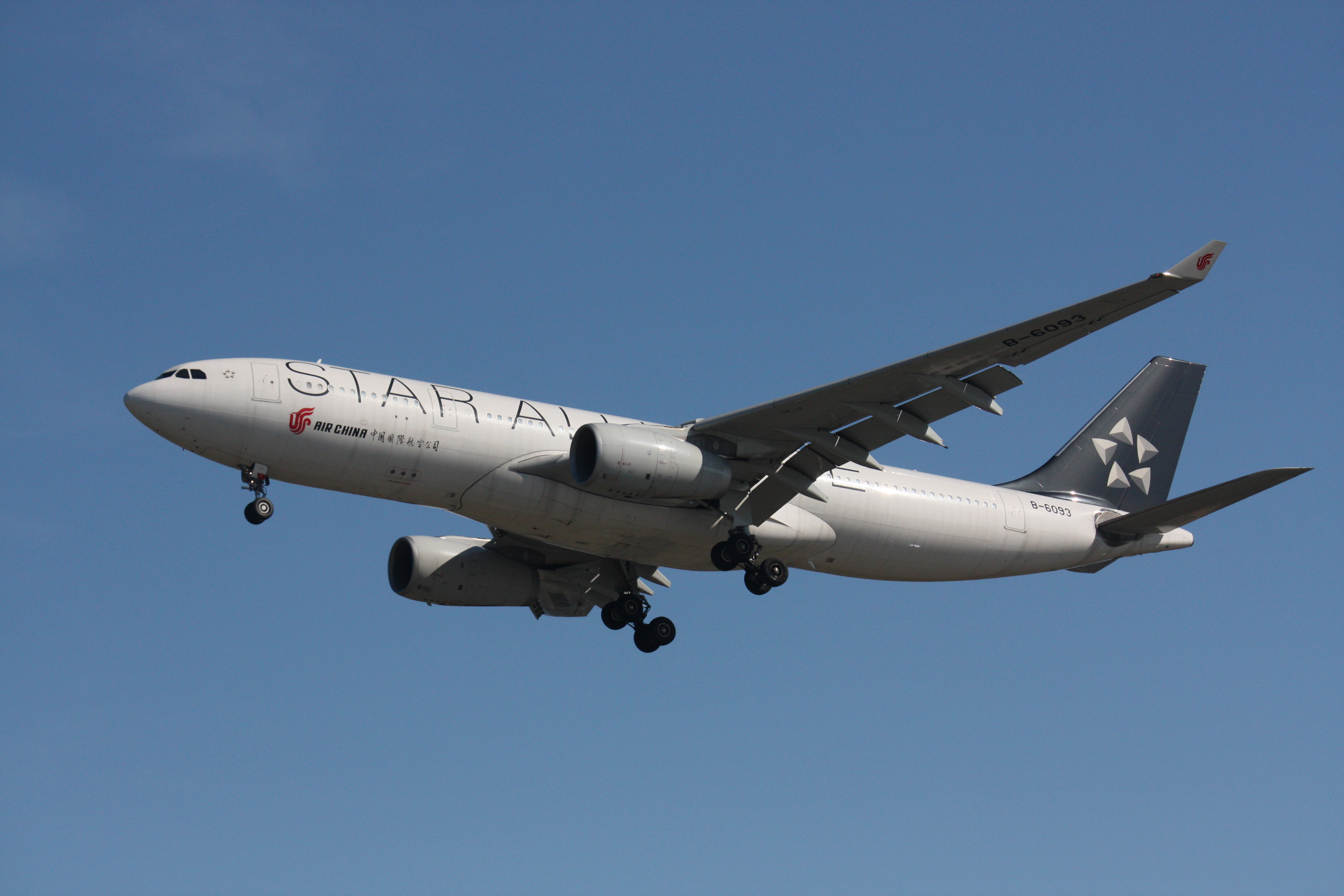
A330-243 de Air China (2008).
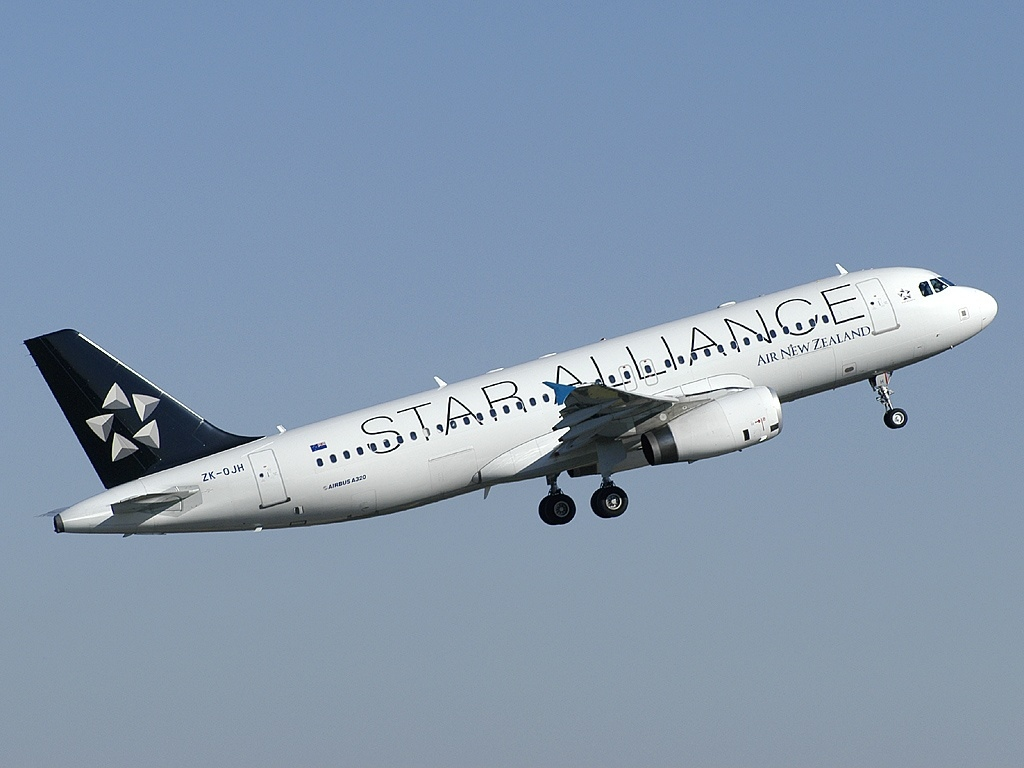
A320 de Air New Zealand (2005).
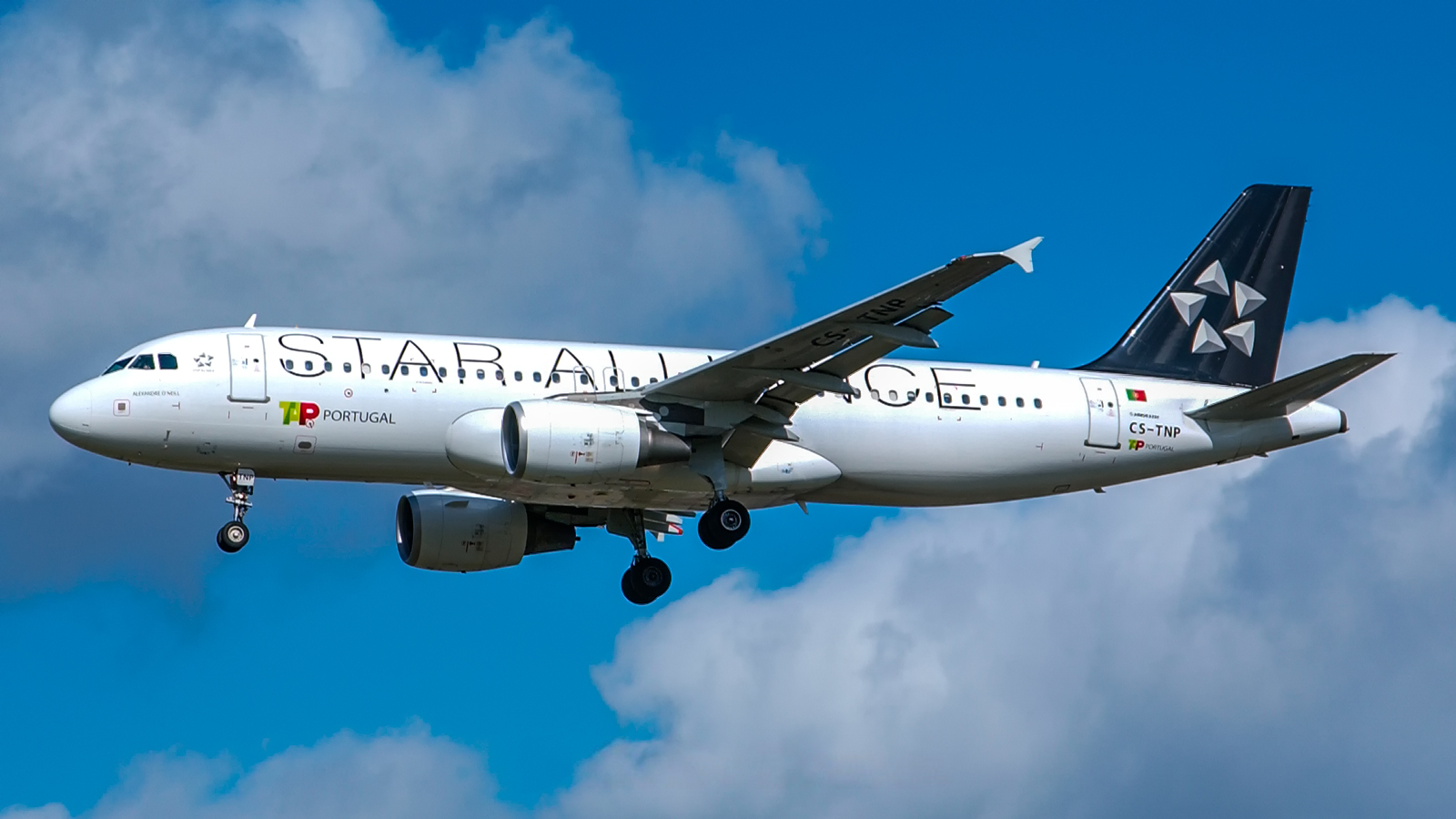
Airbus A320-200 de TAP Air Portugal (2007).
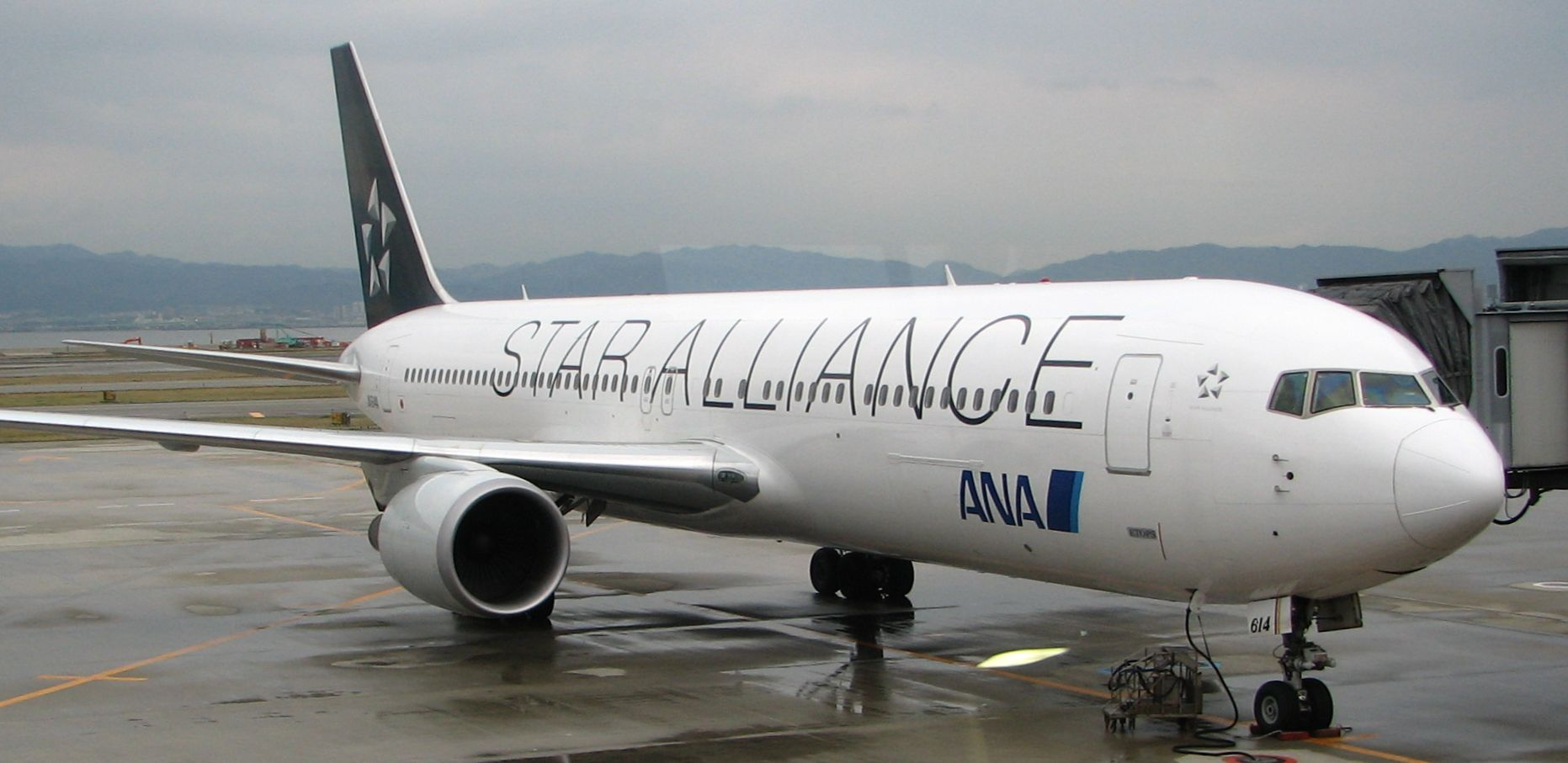
Boeing 767 de All Nippon Airways (2006).
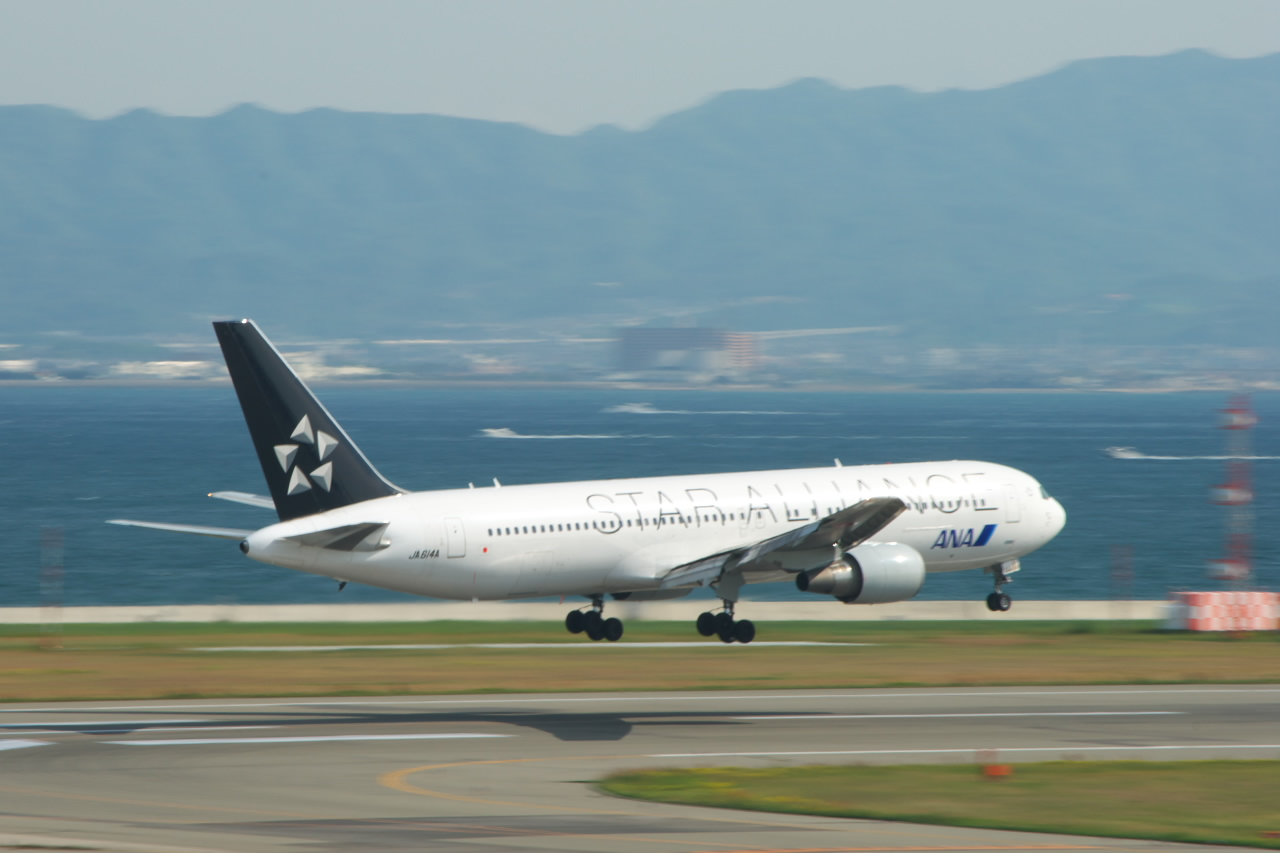
B767-381 de All Nippon Airways (2007).
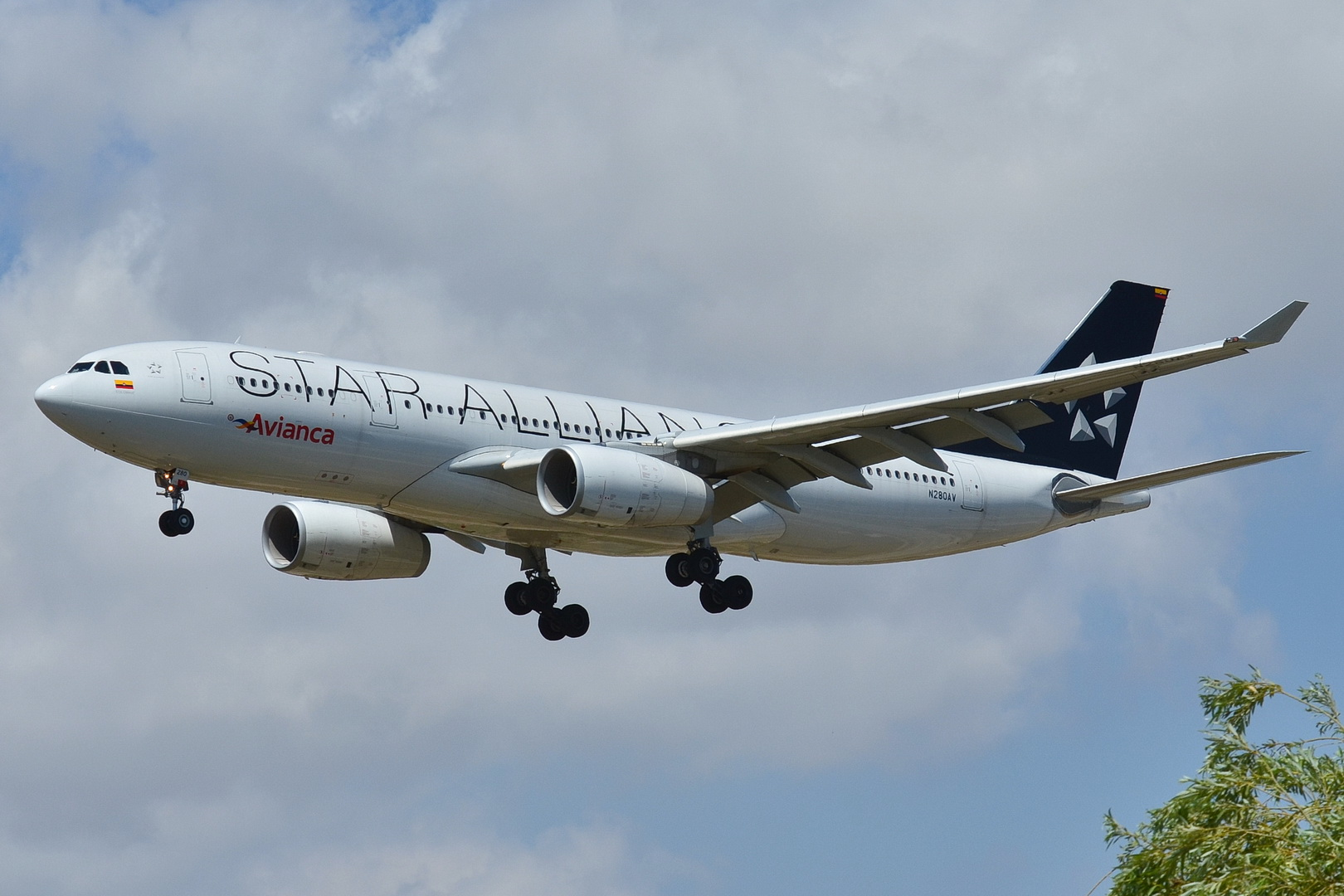
Airbus A330-200 de Avianca.
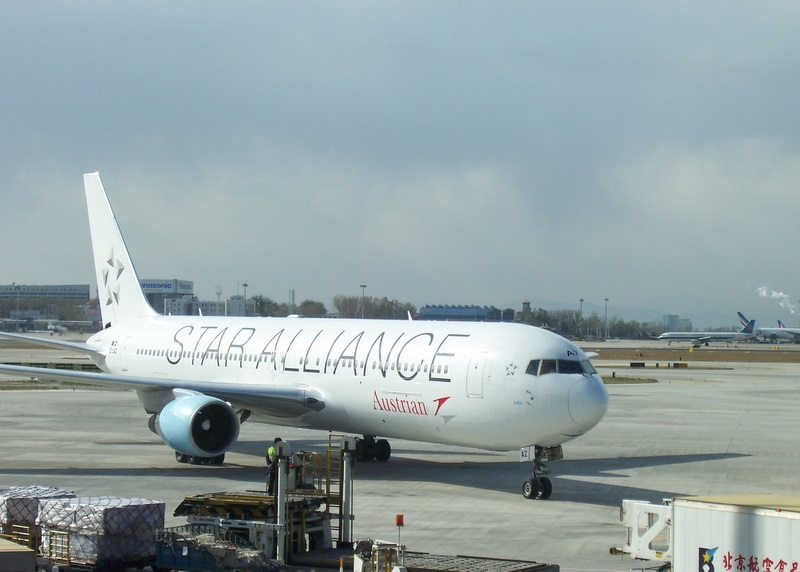
B767-300 de Austrian Airlines (2008).
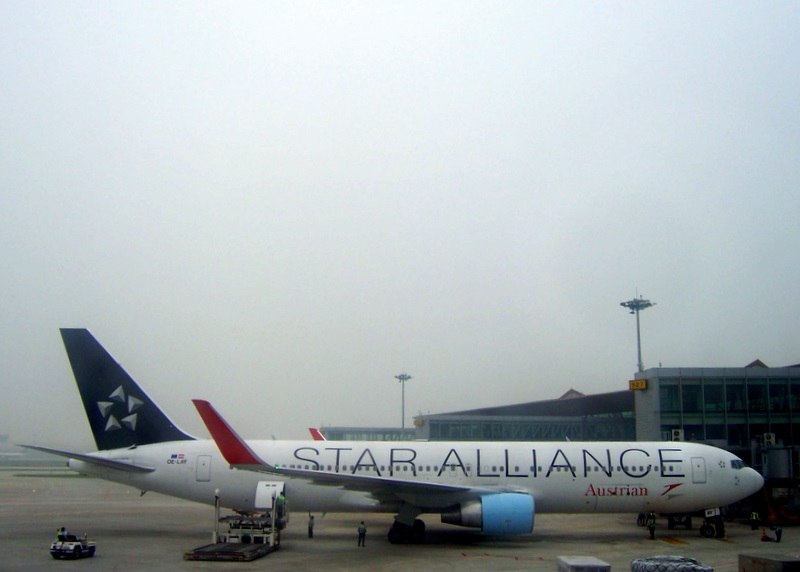
B767-300 de Austrian Airlines (2009).
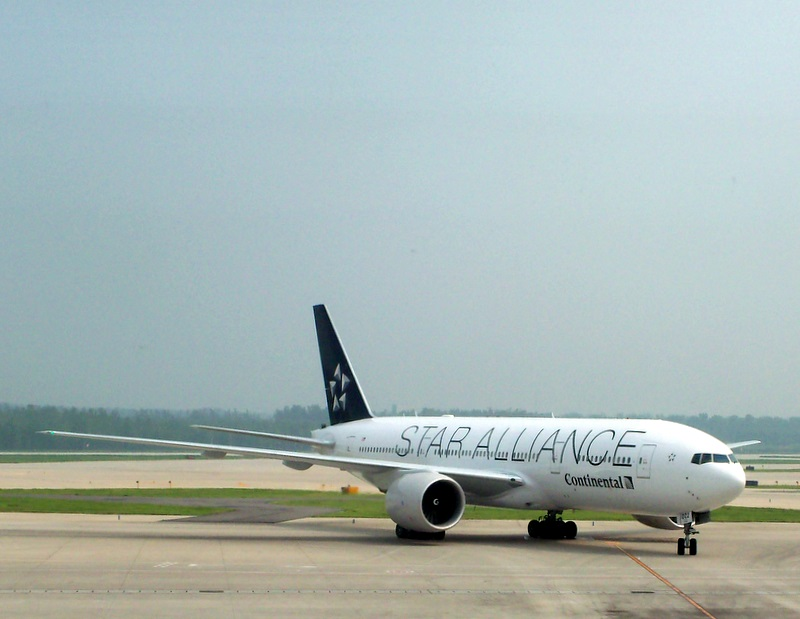
B777-200 de Continental Airlines (2010).
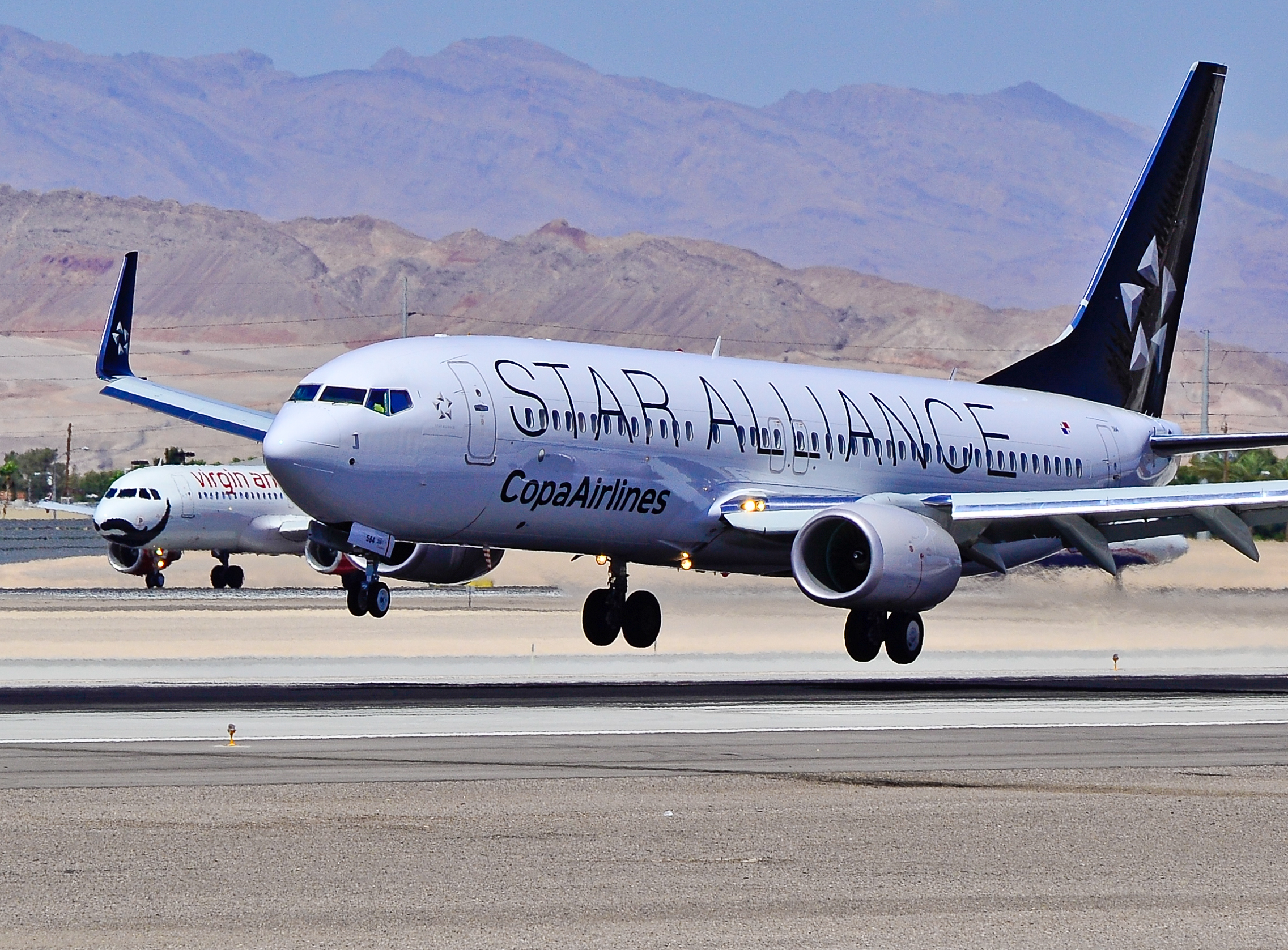
Boeing 737-800 de Copa Airlines.
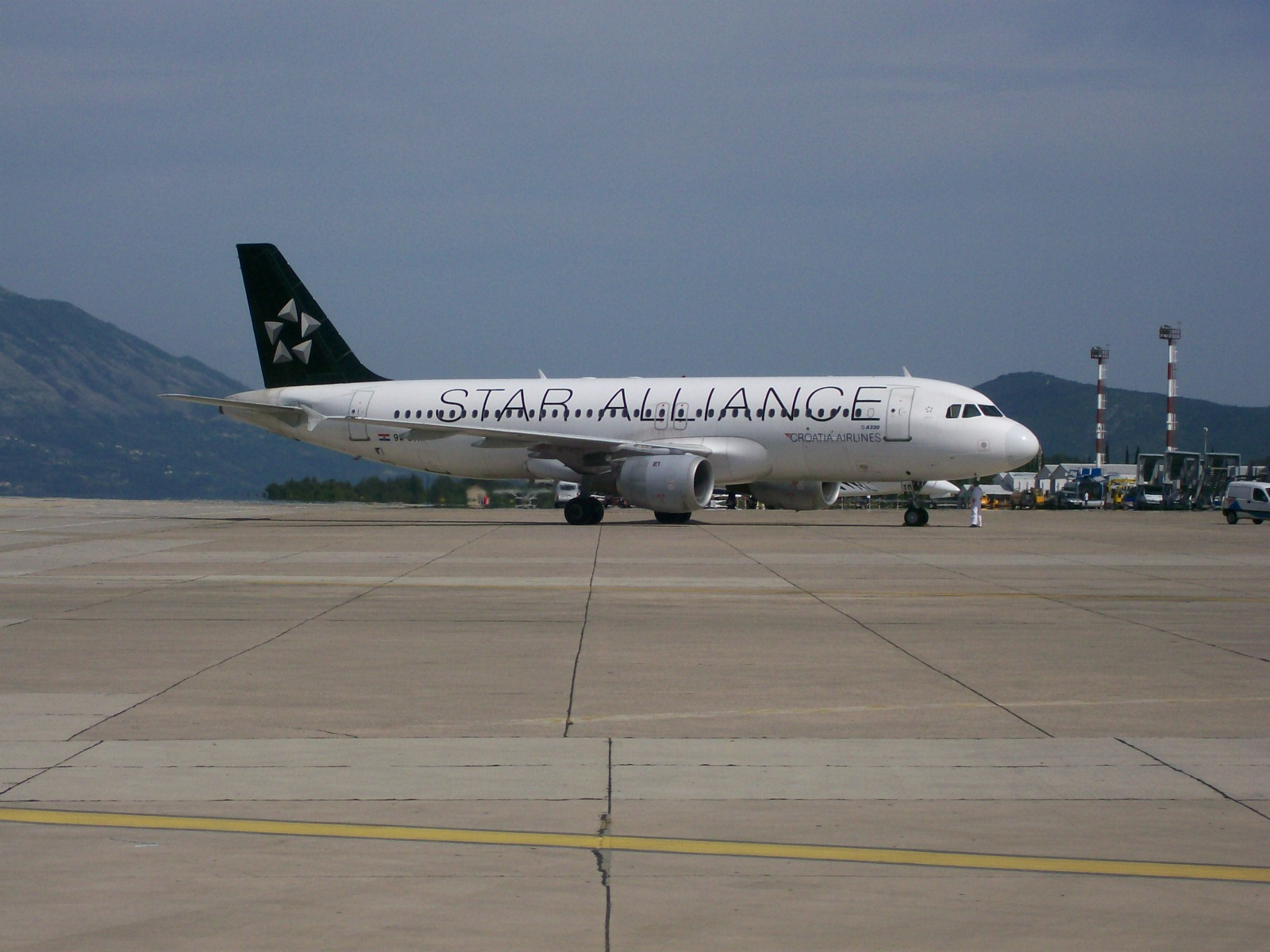
Airbus A320 de Croatia Airlines (2008).
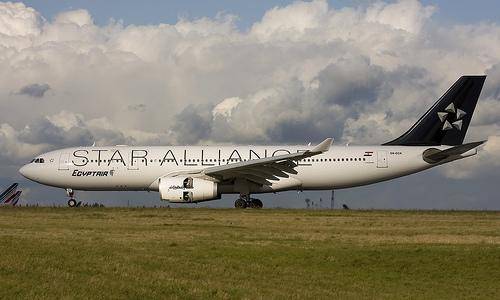
A330 de EgyptAir (2008).
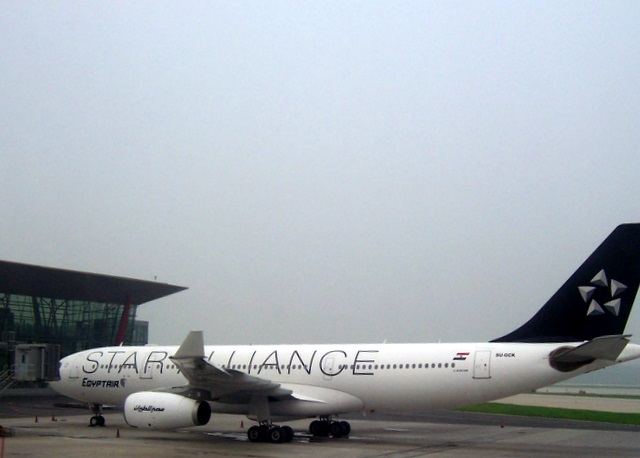
A330 de EgyptAir (2009).
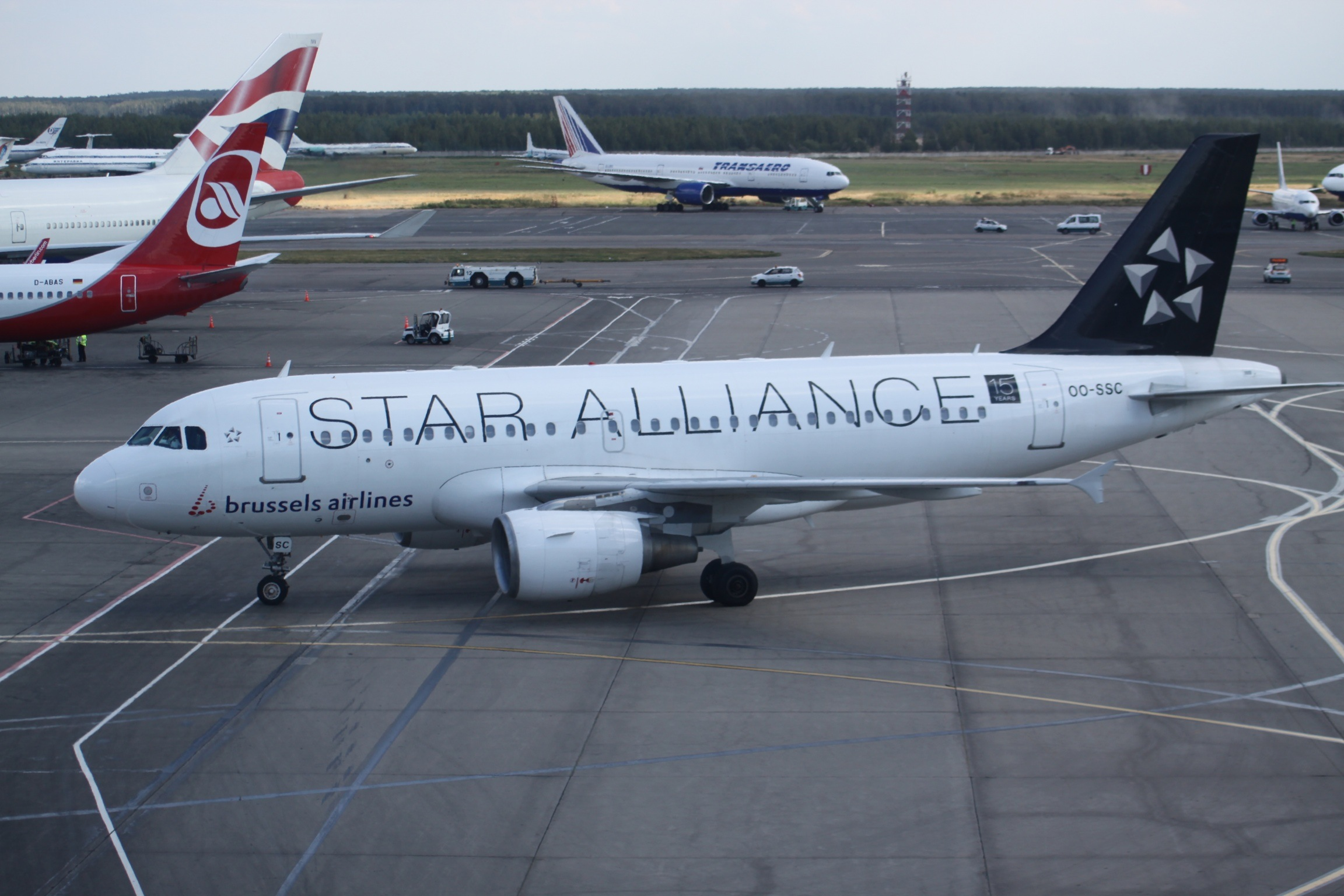
Airbus A319 de Brussels Airlines.
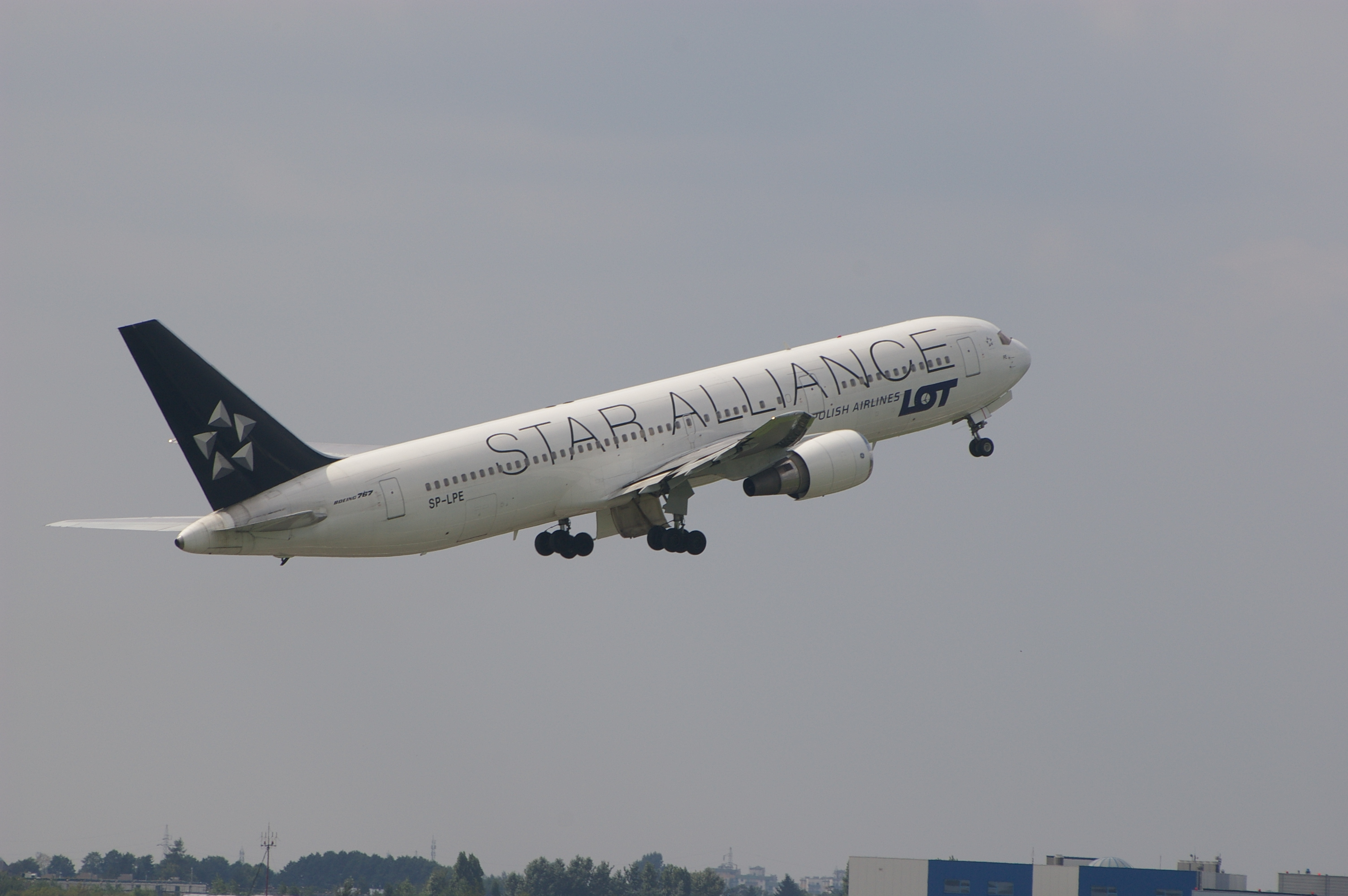
B767-300ER de LOT Polish Airlines (2007).
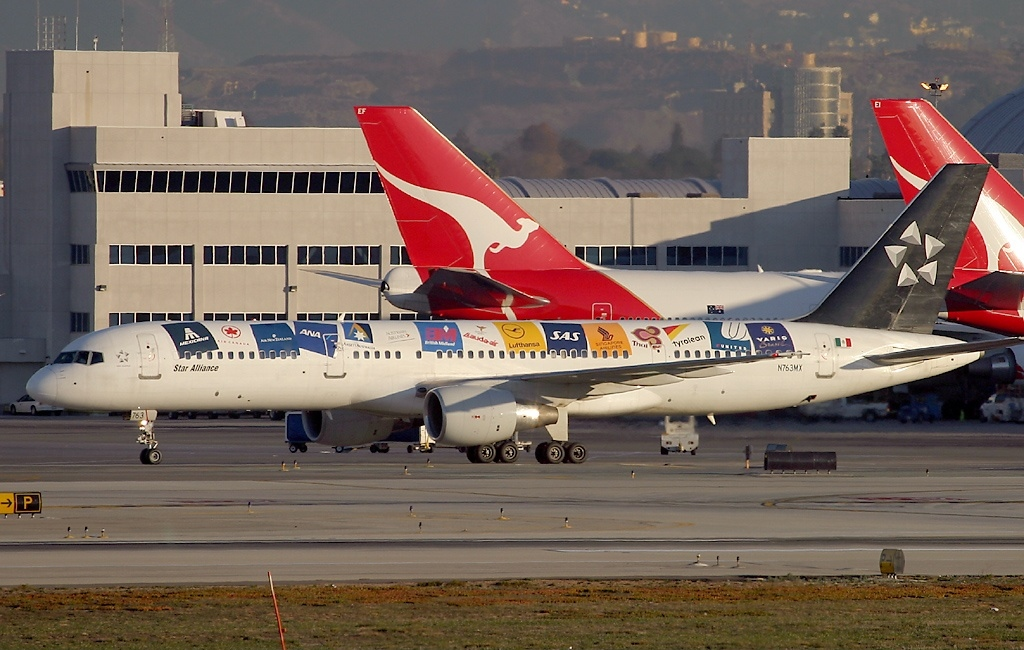
Boeing 757-200 de Mexicana de Aviación (2003).
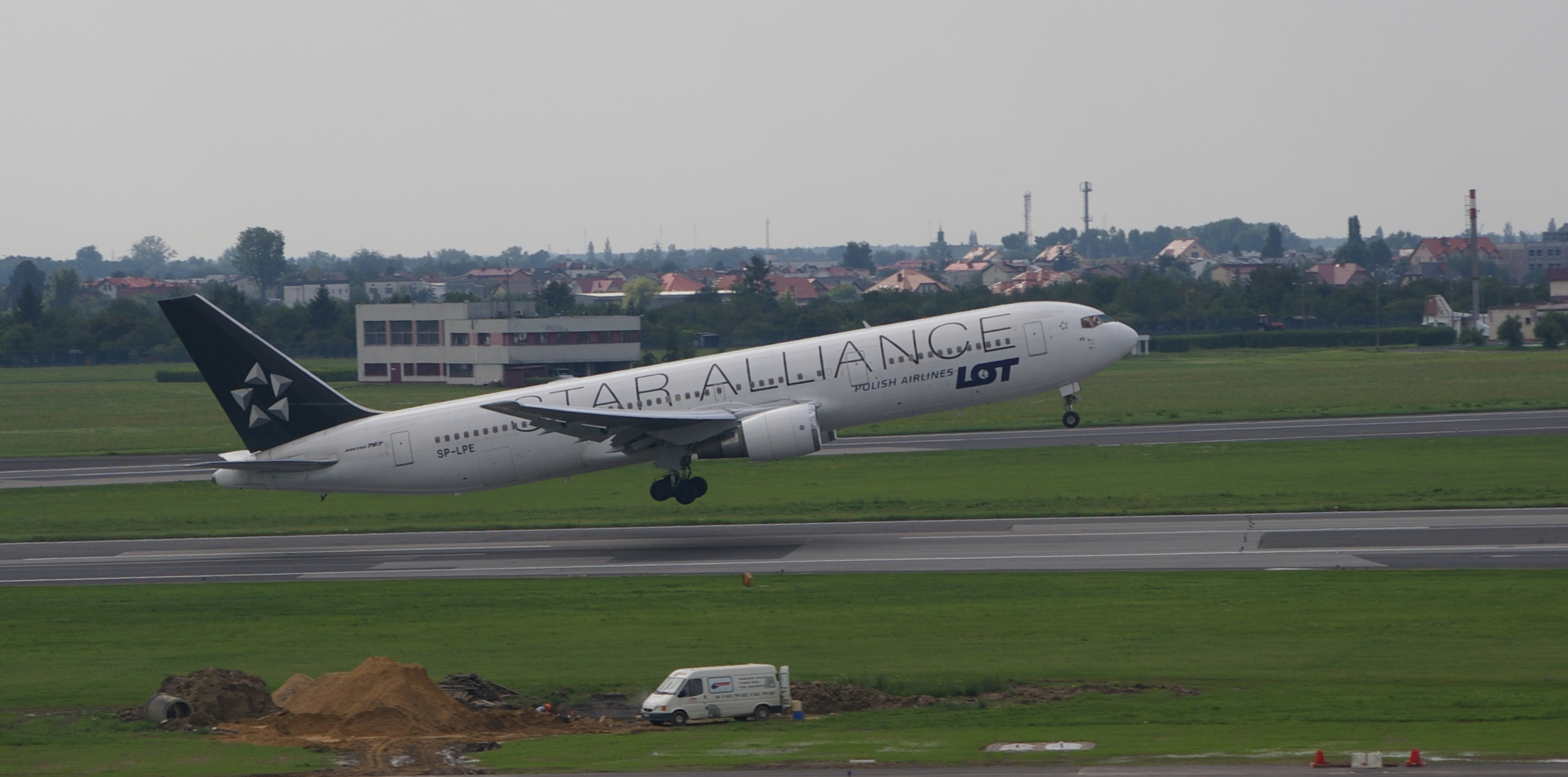
B767-300ER de LOT Polish Airlines (2007).
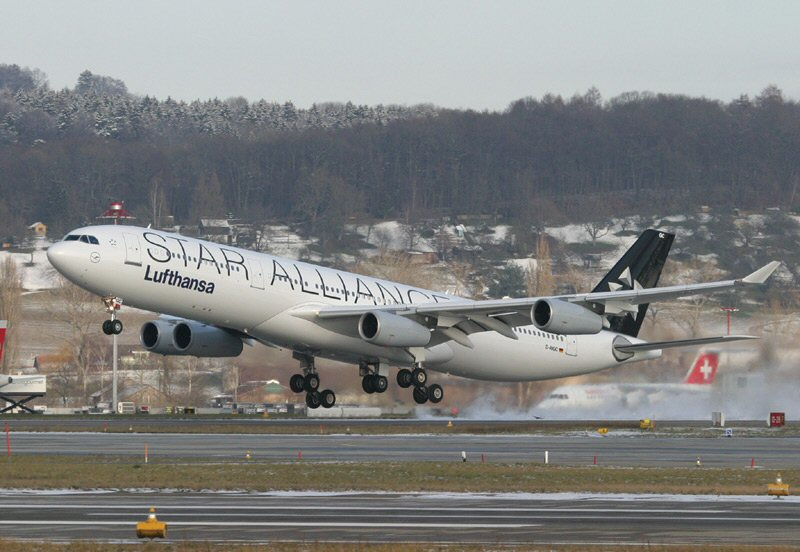
A340 de Lufthansa (2004).
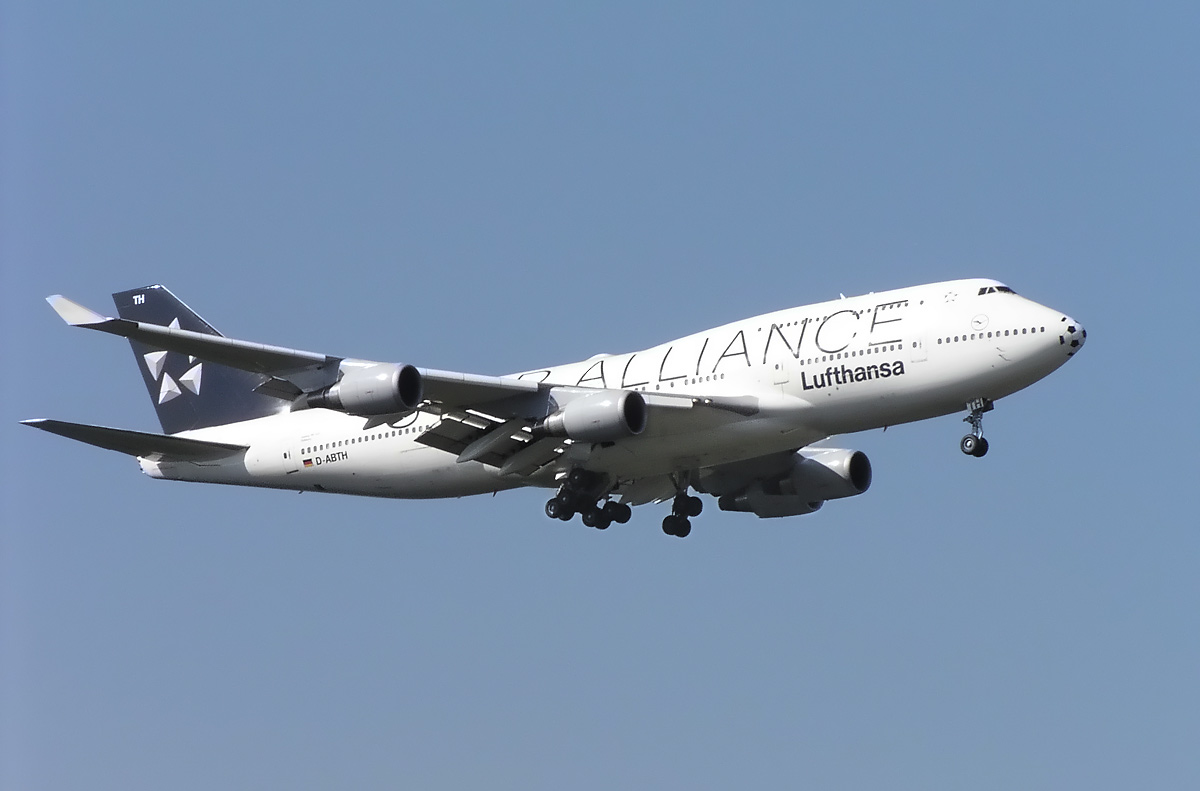
B747-400 de Lufthansa (2006).
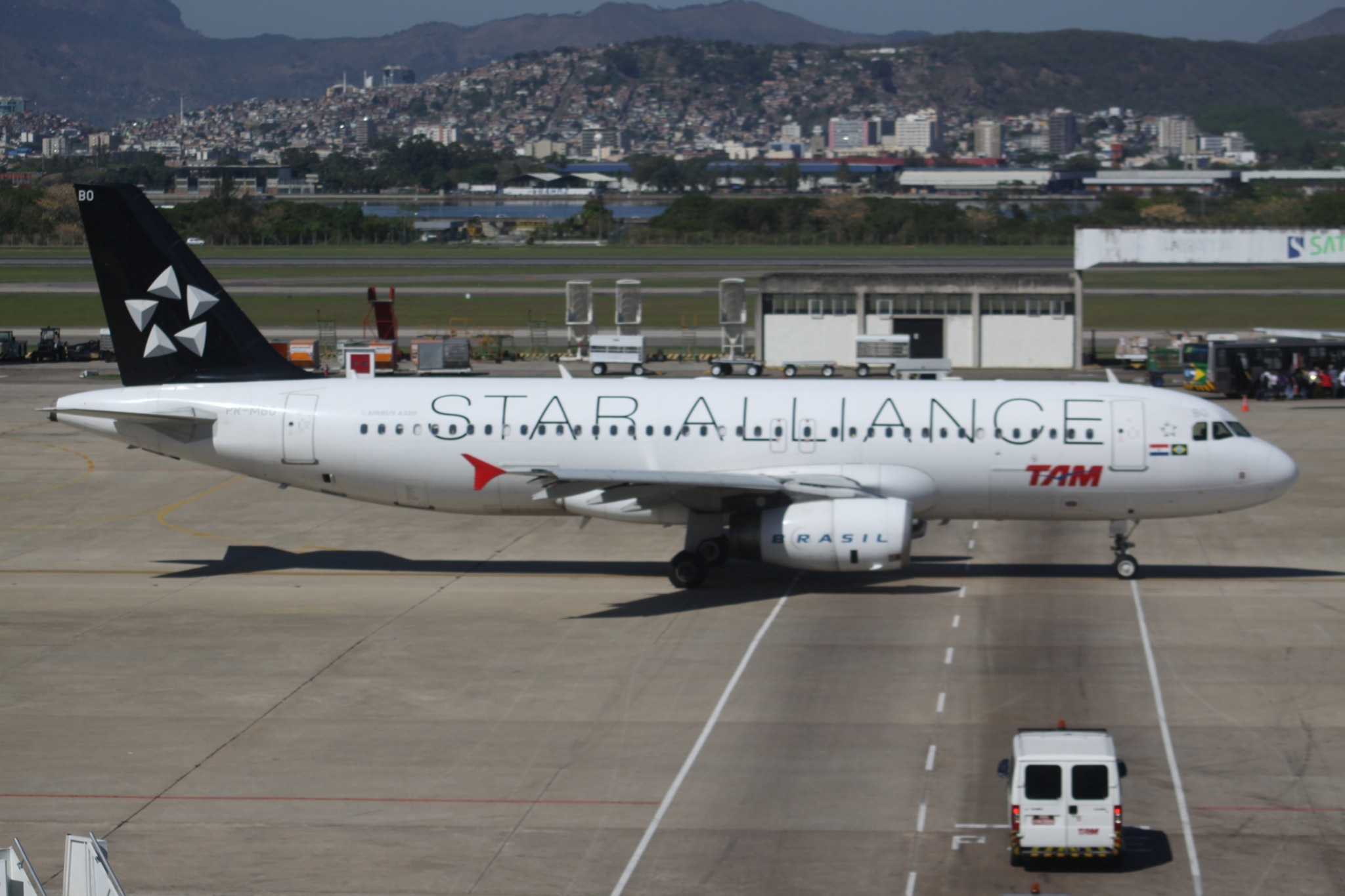
Airbus A320 de TAM Linhas Aereas (2012).
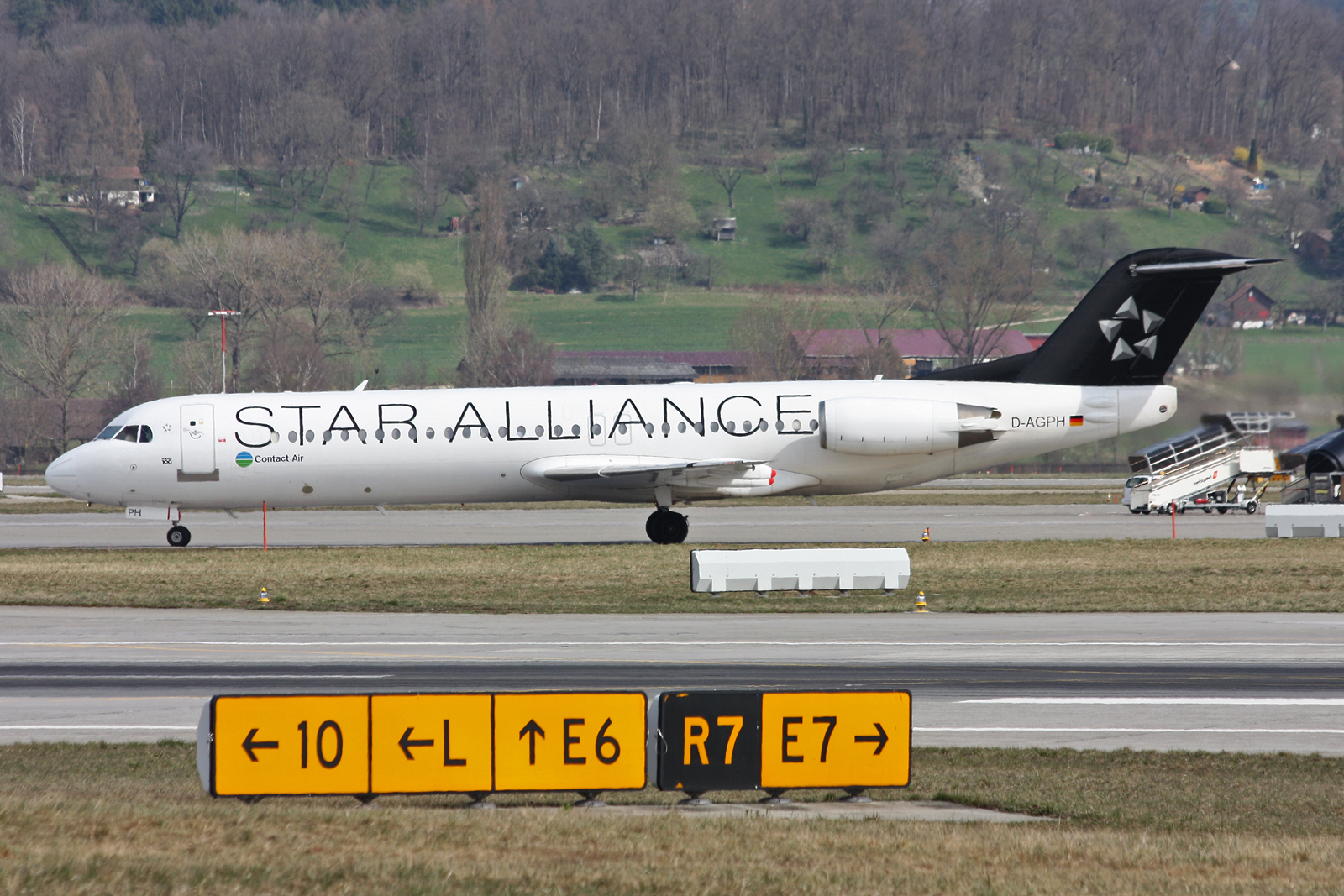
Fokker 100 de Lufthansa Regional operado por Contact Air (2010).
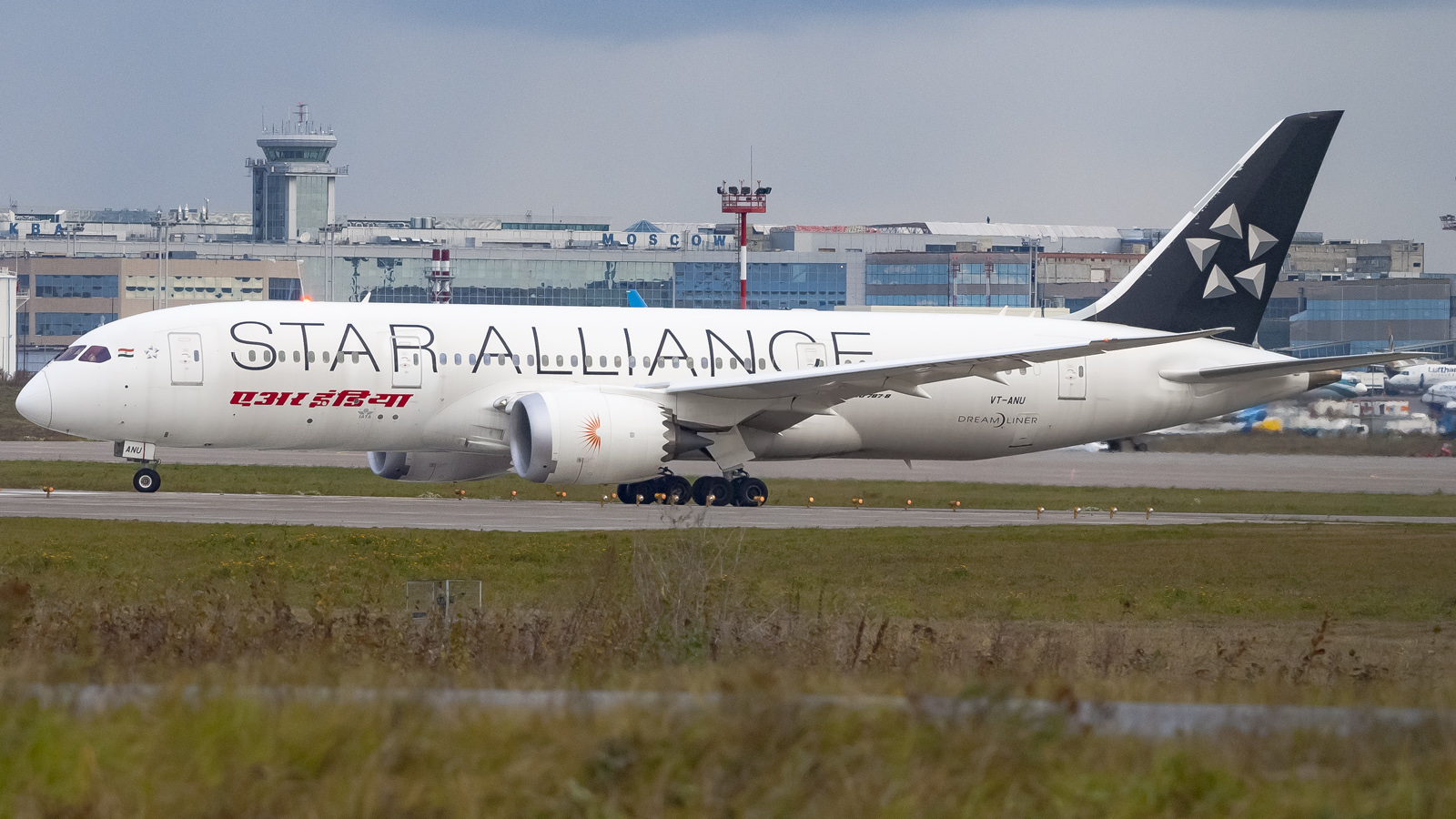
Boeing 787-8 de Air India.
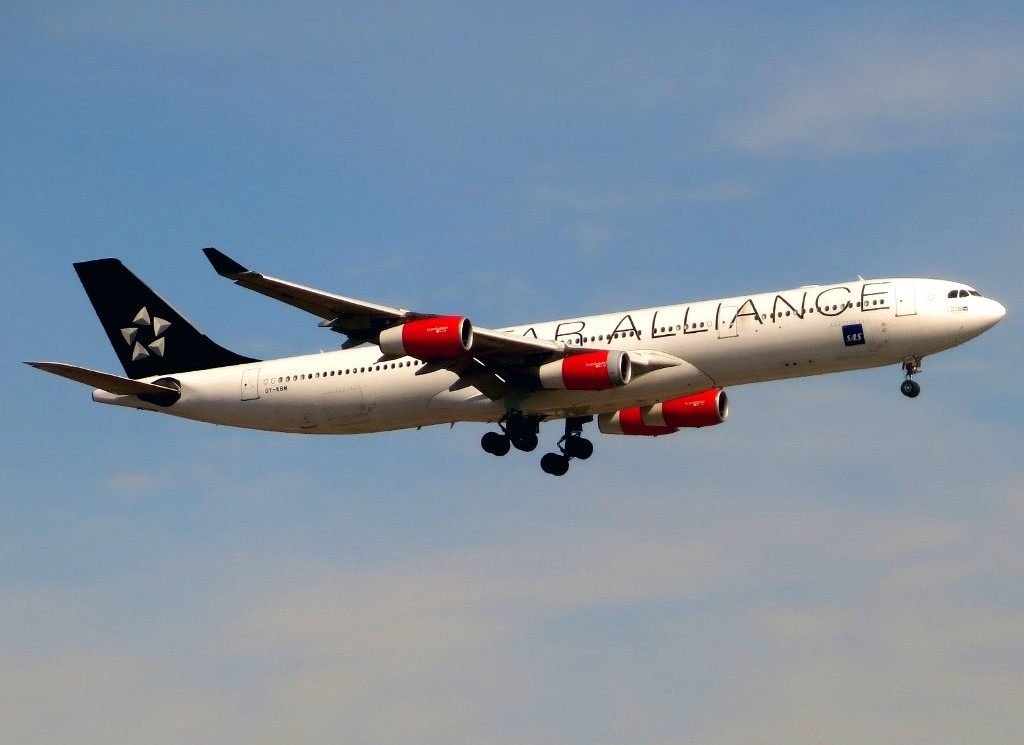
Airbus A340-300 de Scandinavian Airlines System (2008).
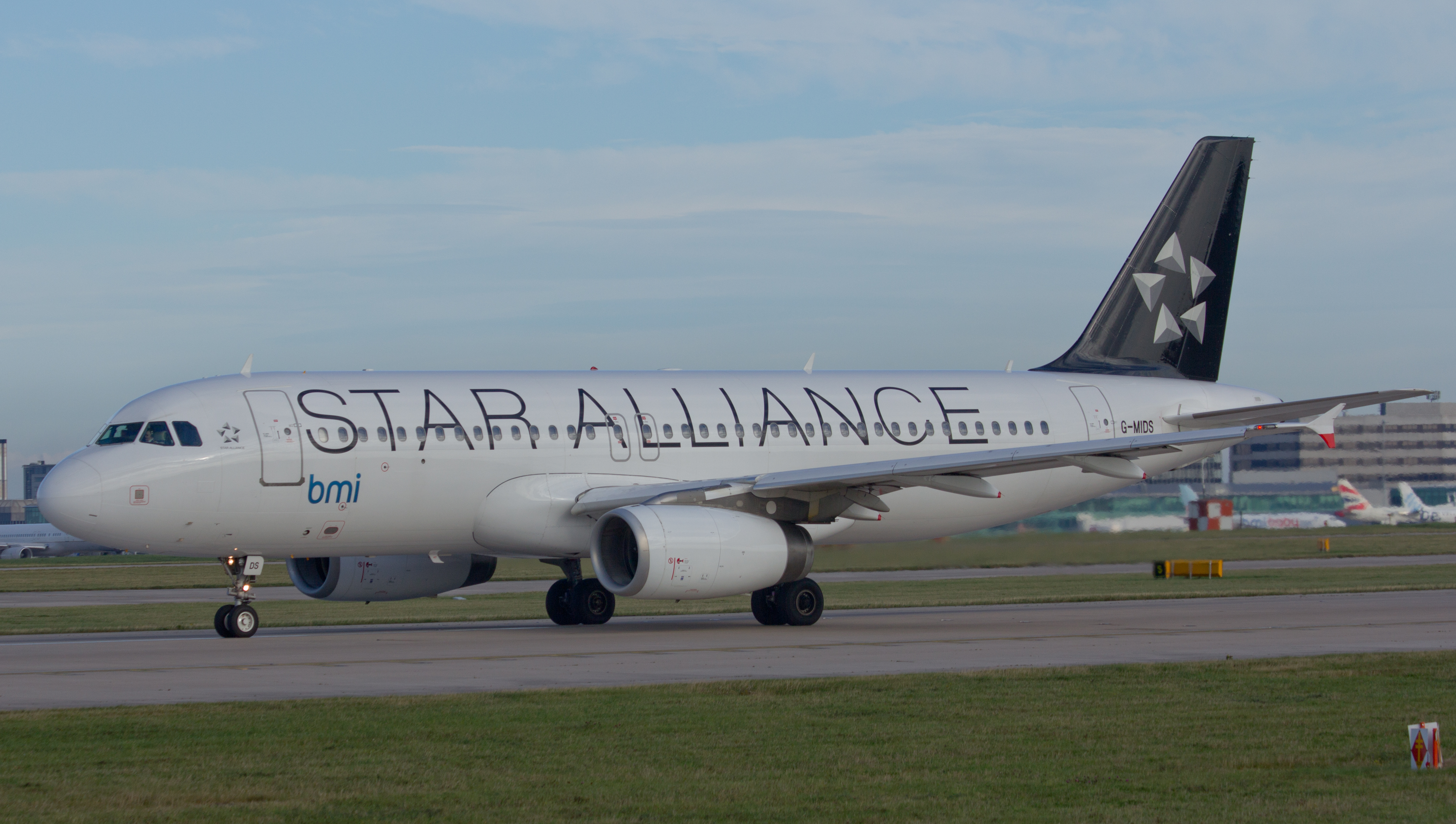
Airbus A320 de bmi (2011).
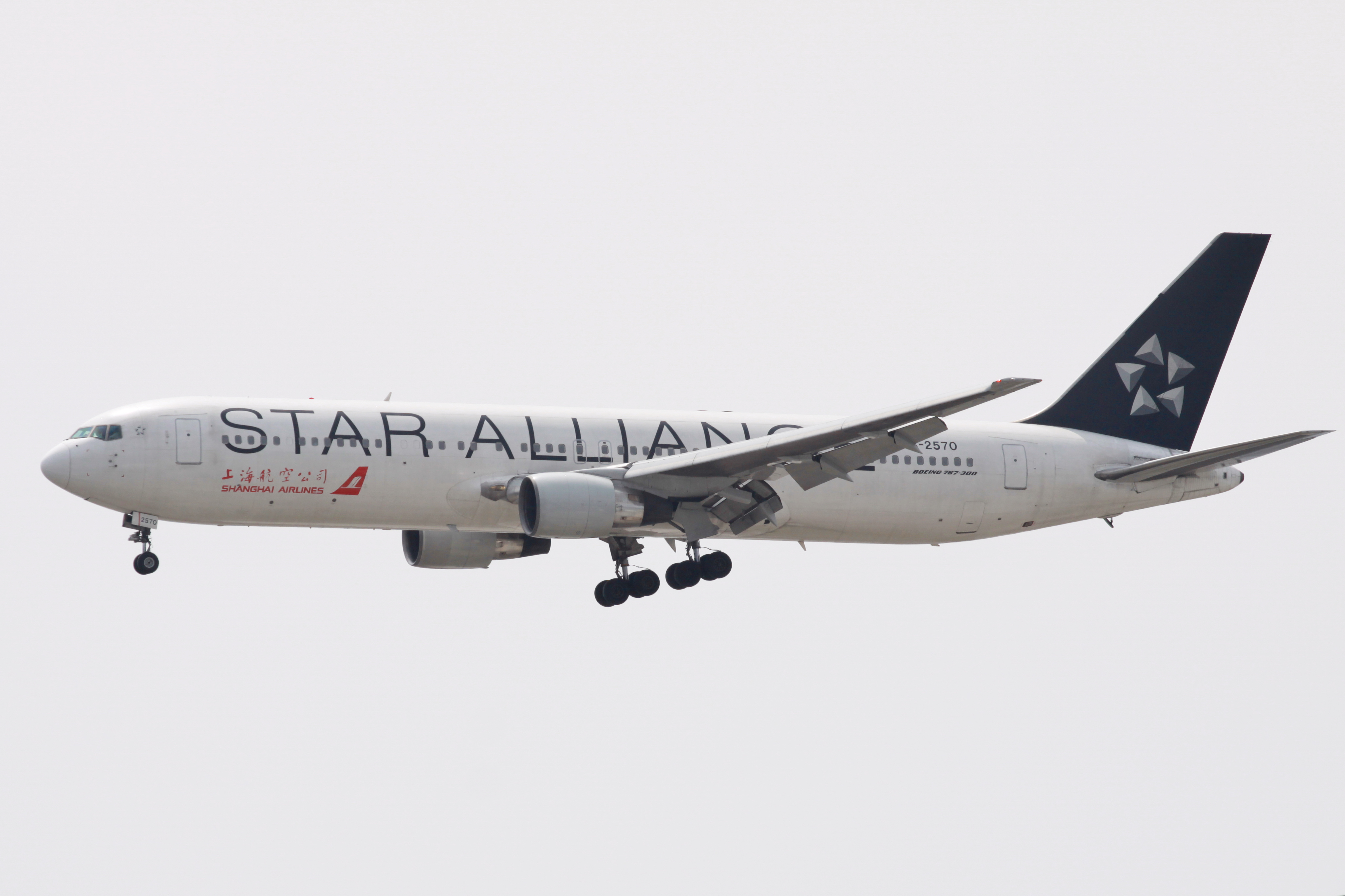
Boeing 767-300 de Shanghai Airlines (2010).
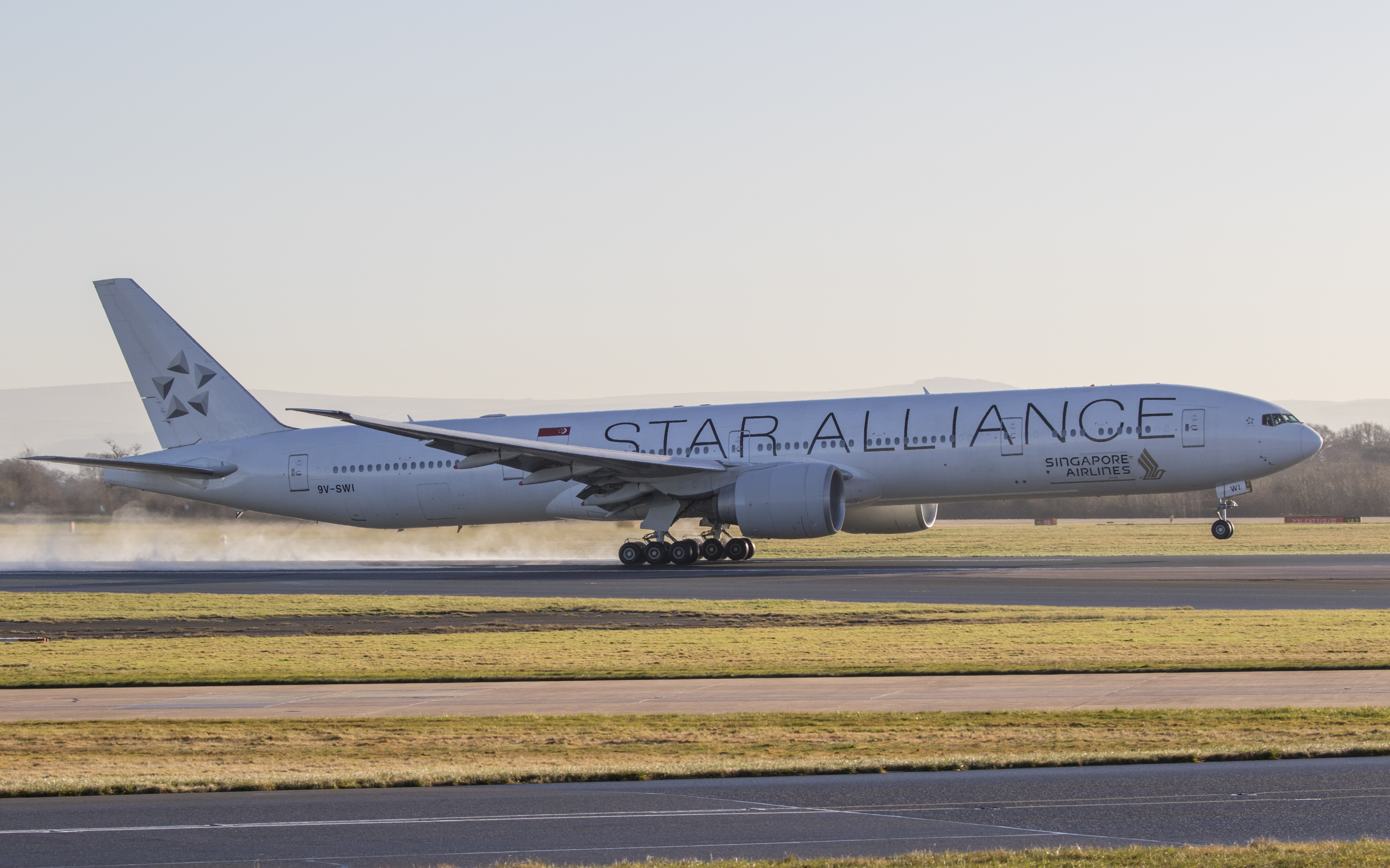
Boeing 777-300 de Singapore Airlines.
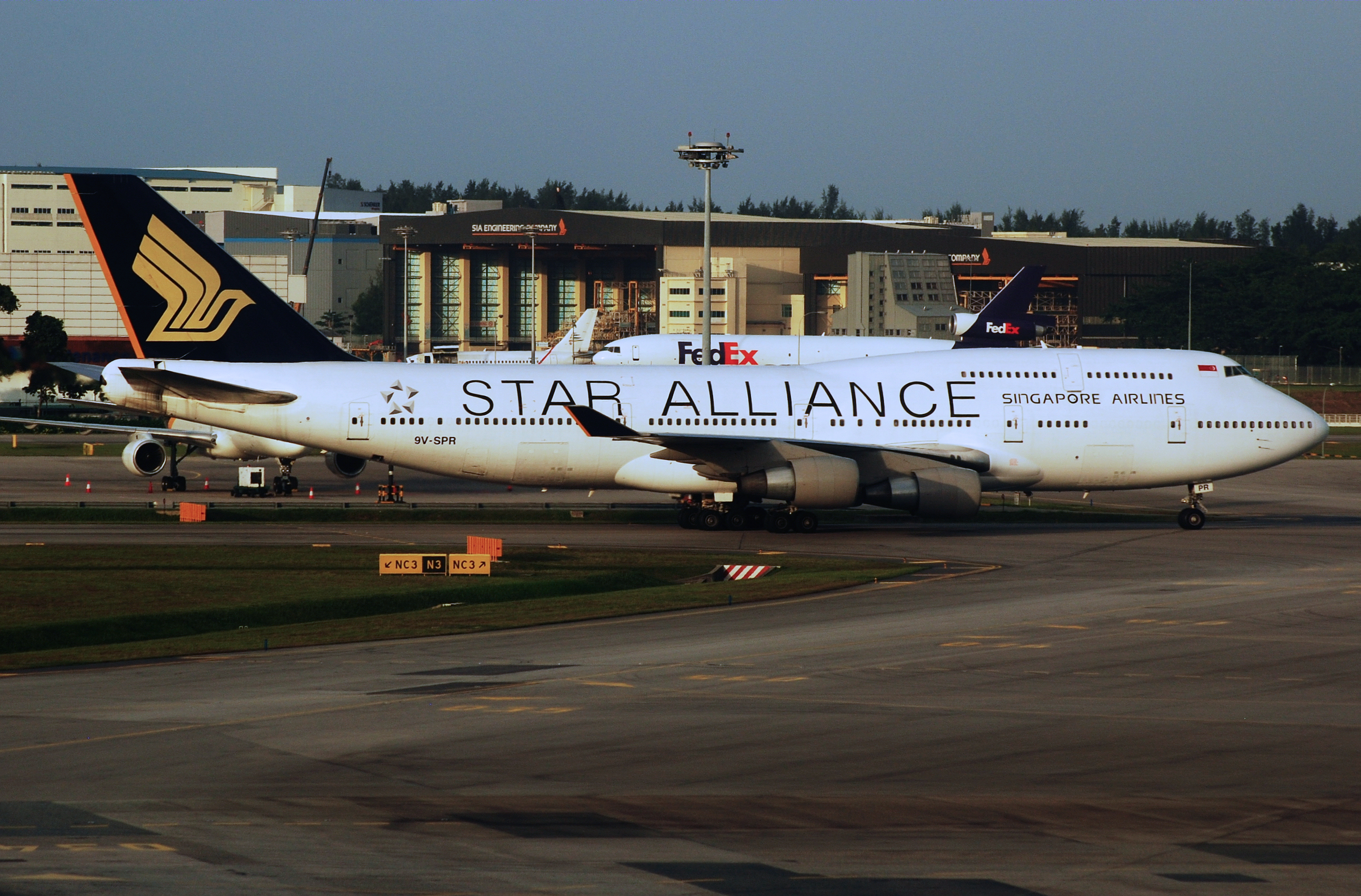
B747-400 de Singapore Airlines (2007).
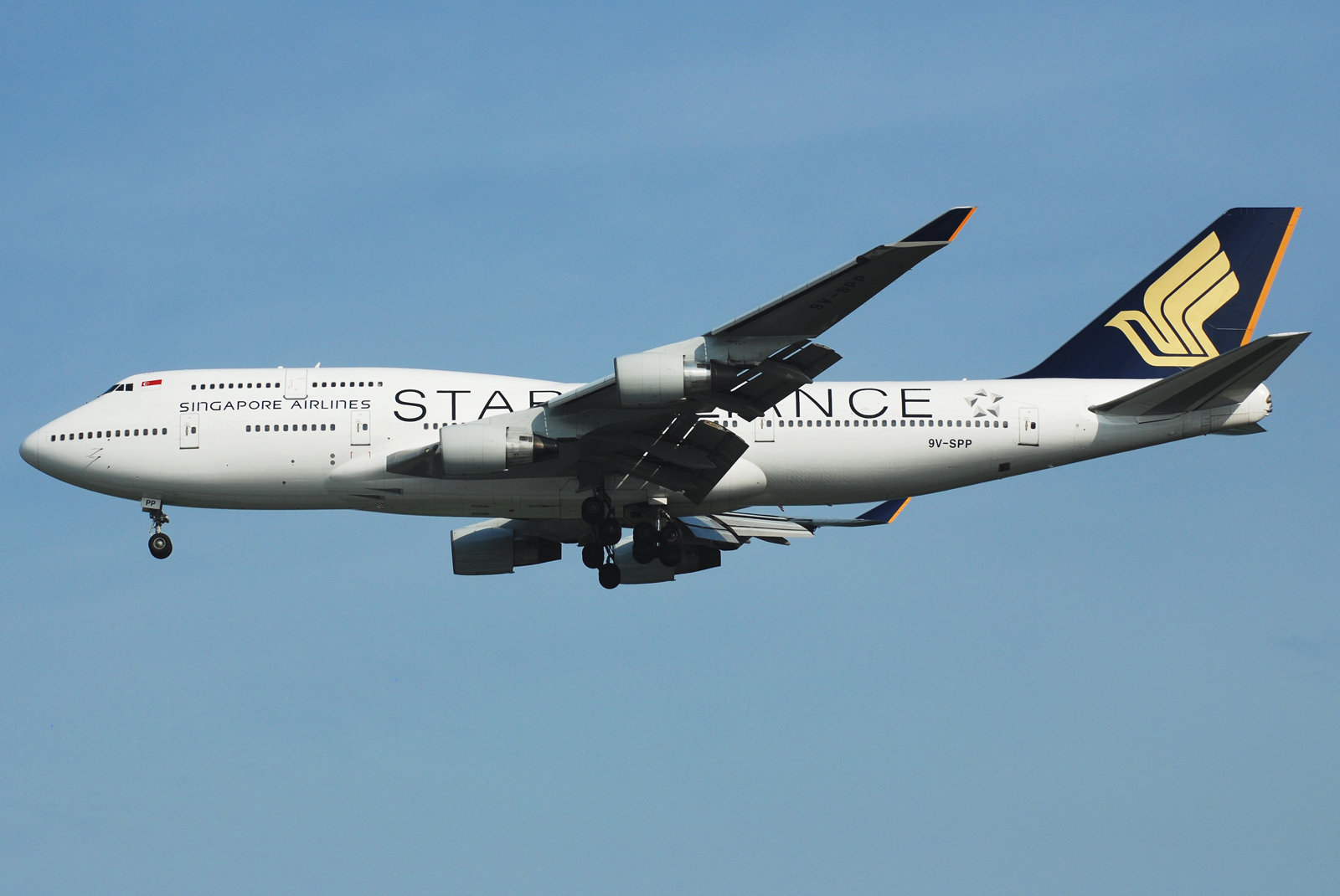
B747-400 de Singapore Airlines (2008).
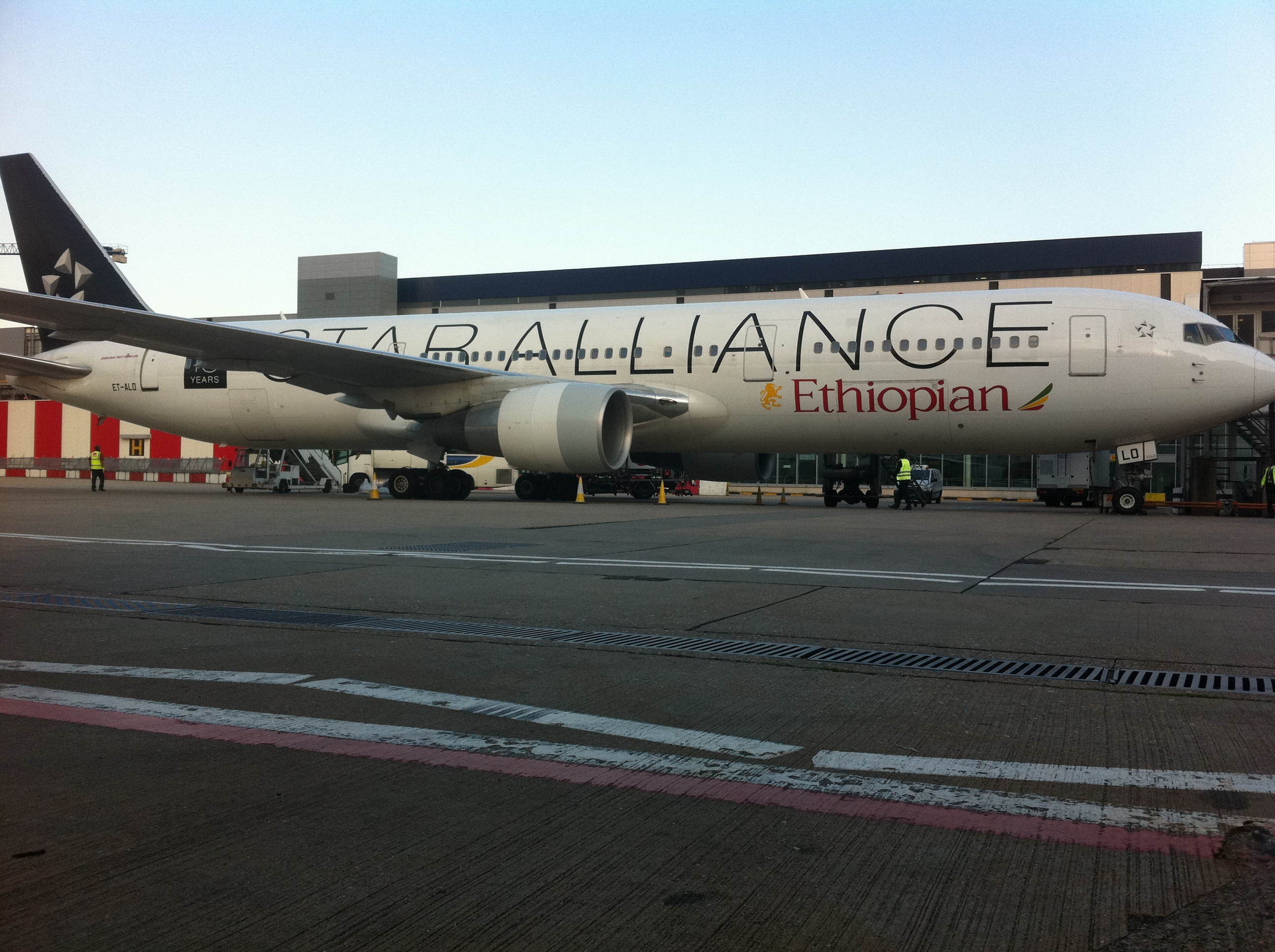
Boeing 767 de Ethiopian Airlines.
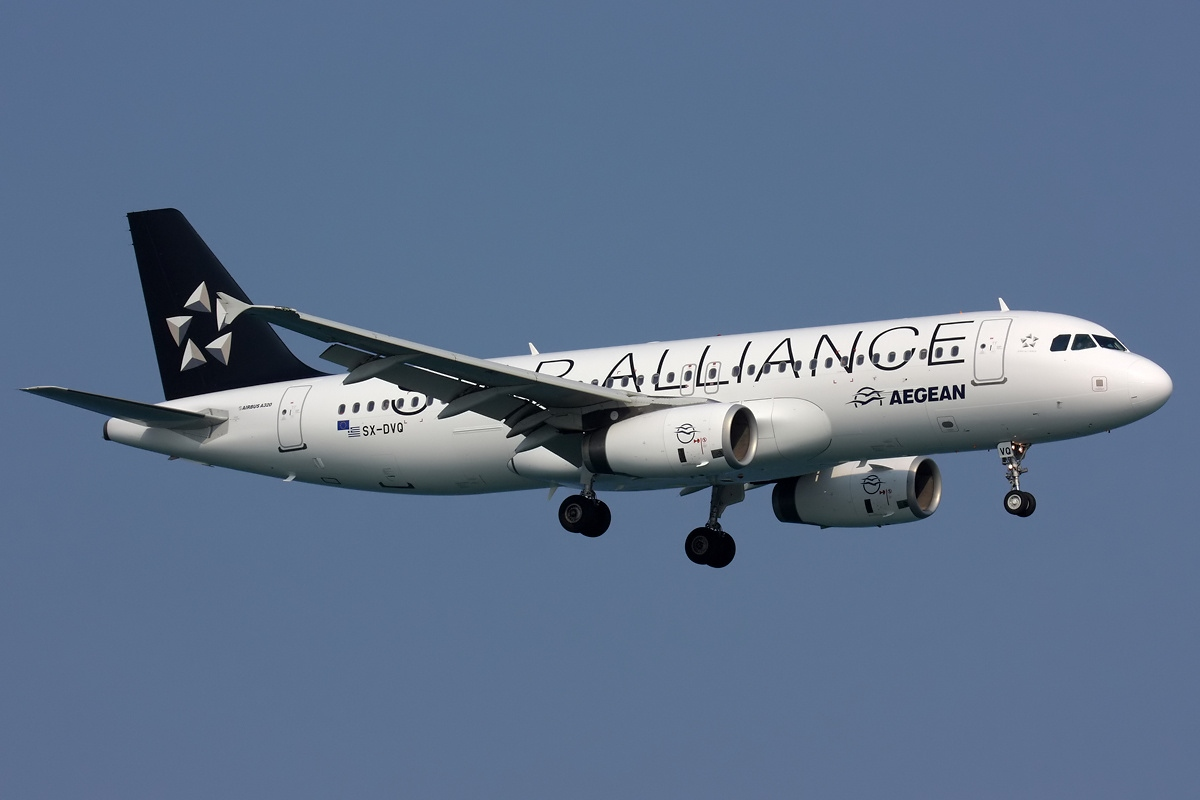
Airbus A320 de Aegean Airlines.
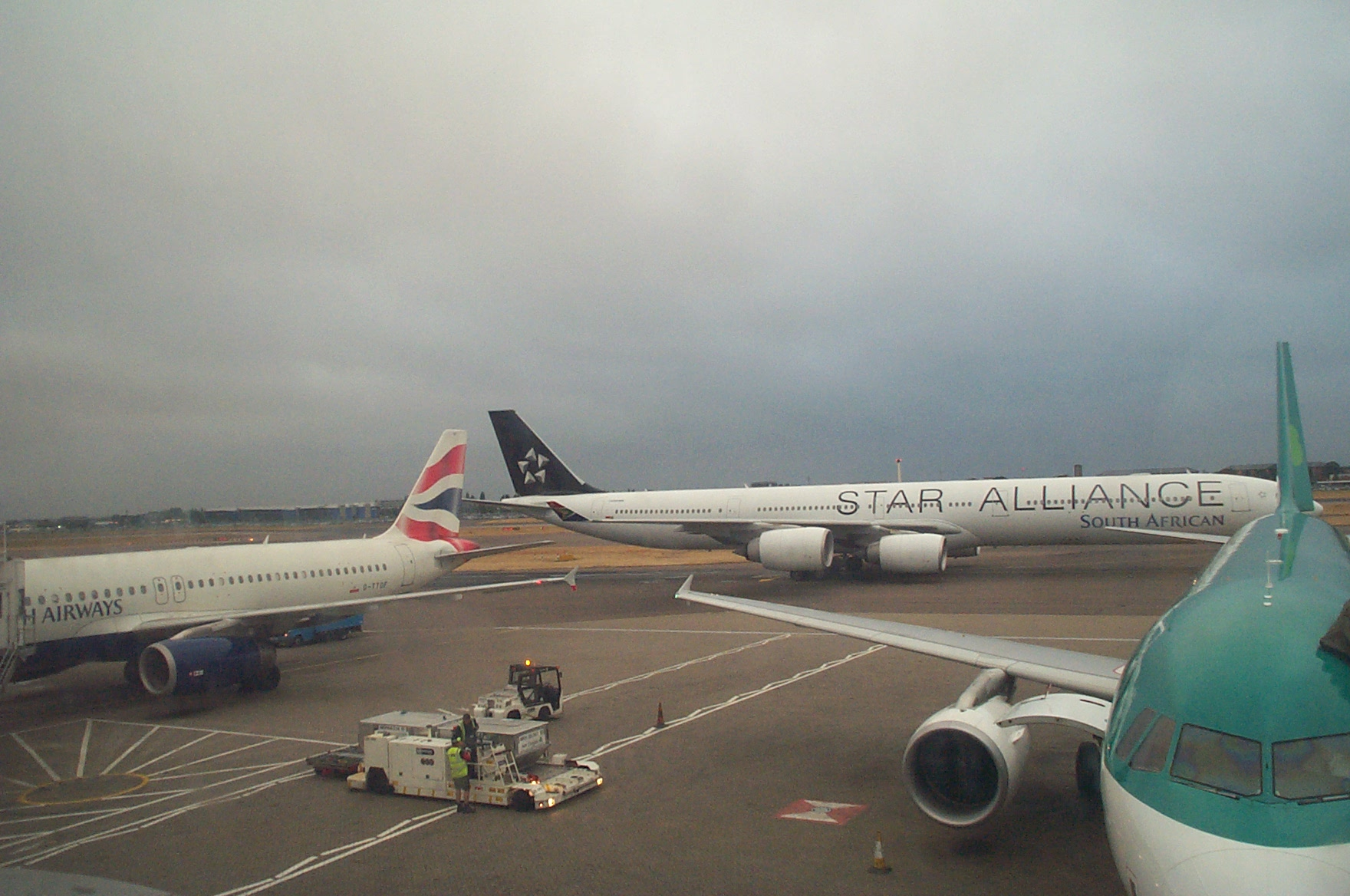
Airbus A340 de South African Airways (2006).
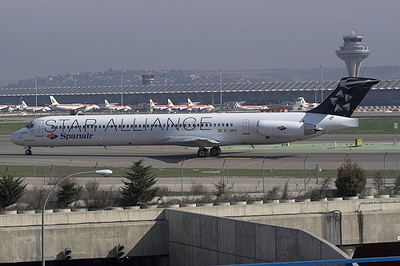
MD-82 de Spanair (2008).
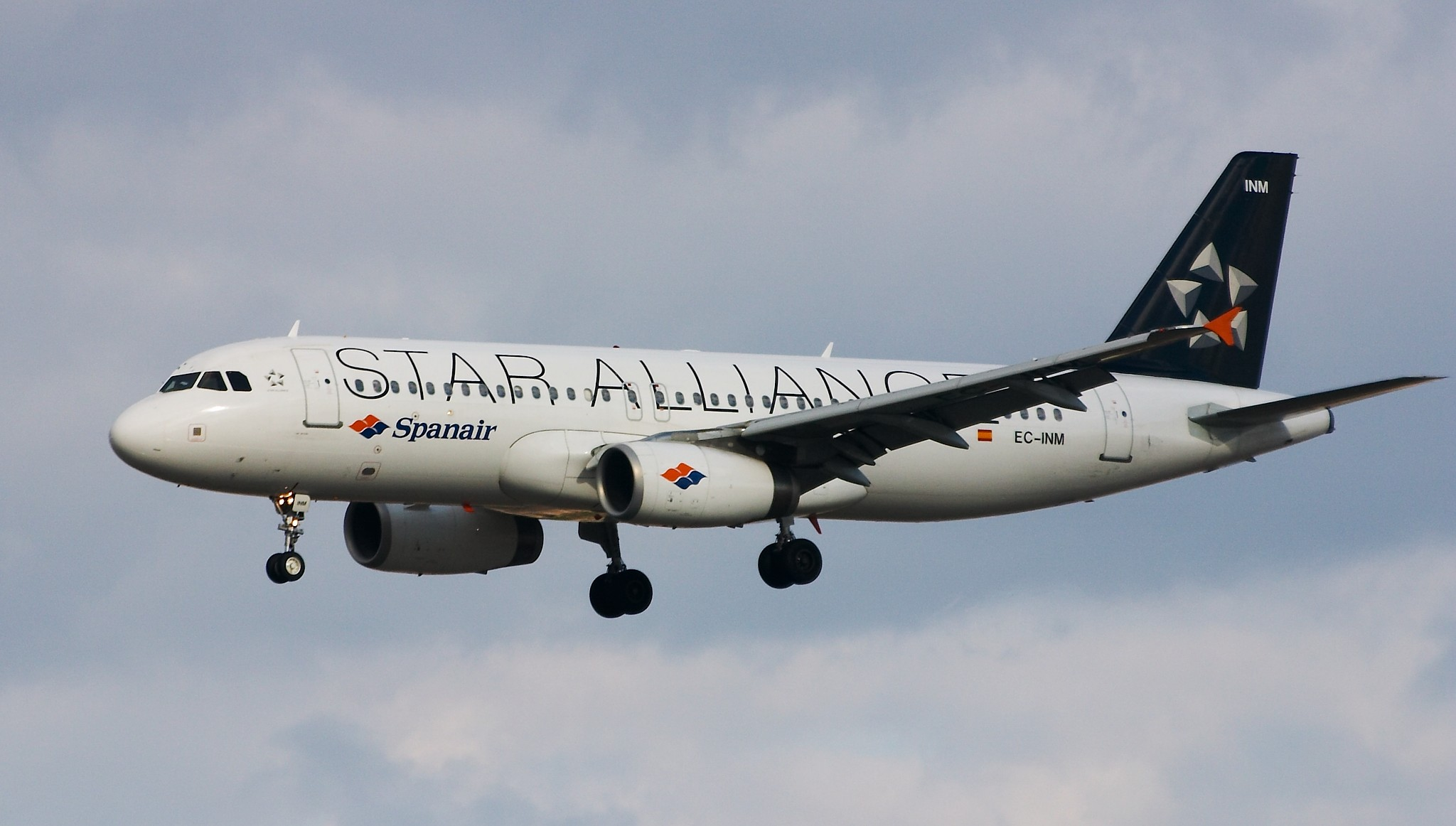
A320-232 de Spanair (2005).
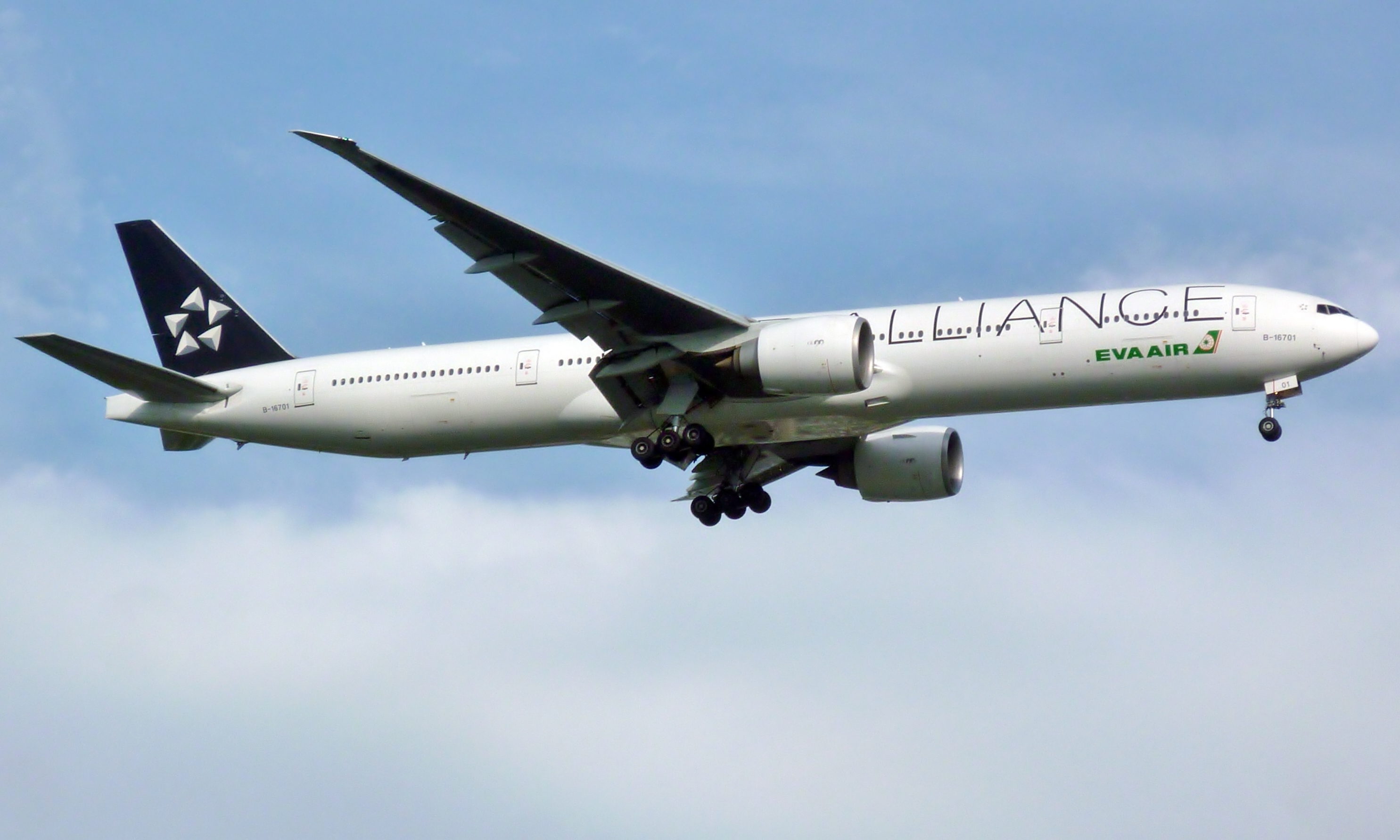
Boeing 777-300ER de Eva Air.
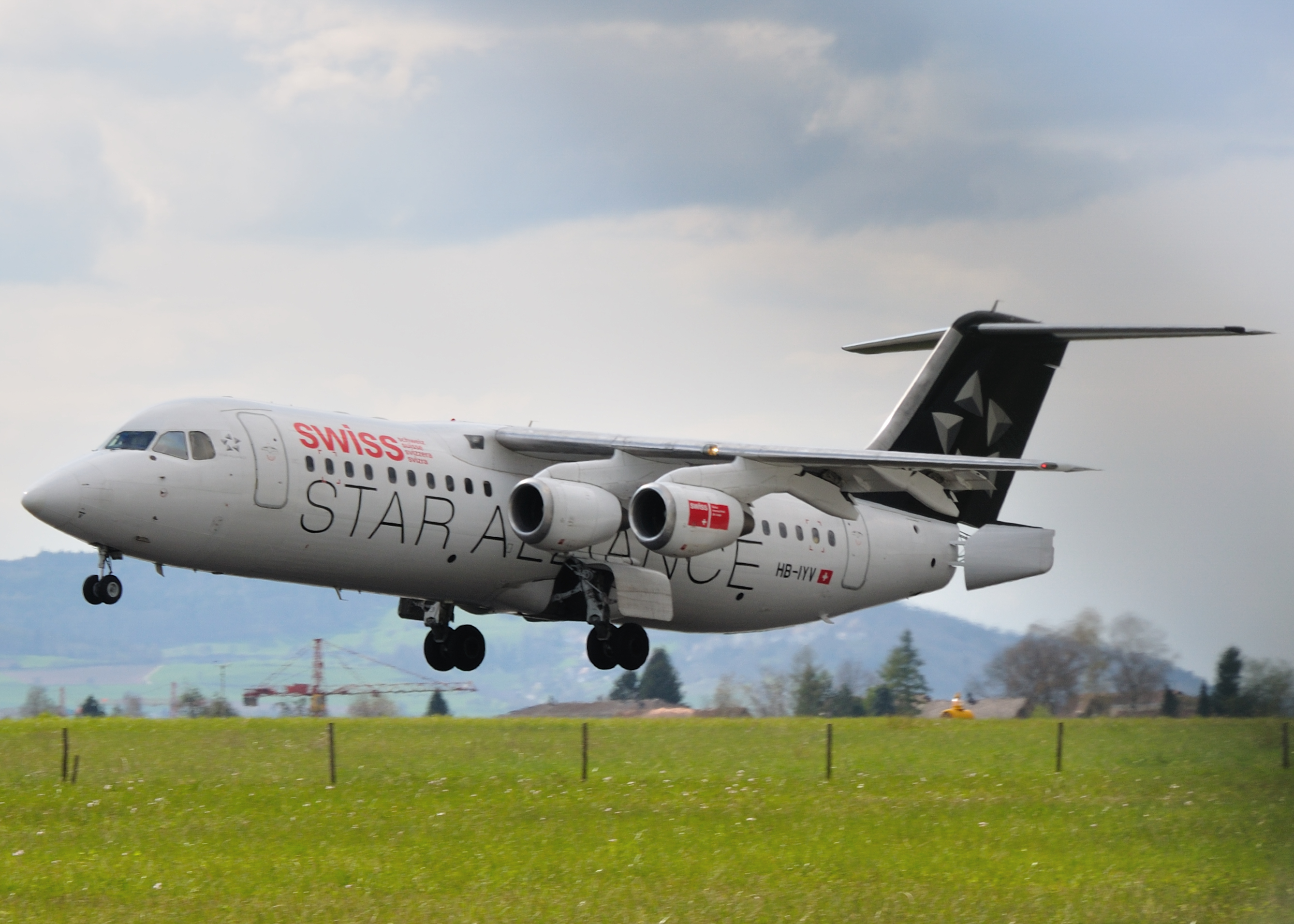
Avro RJ100 de Swiss International Air Lines (2010).
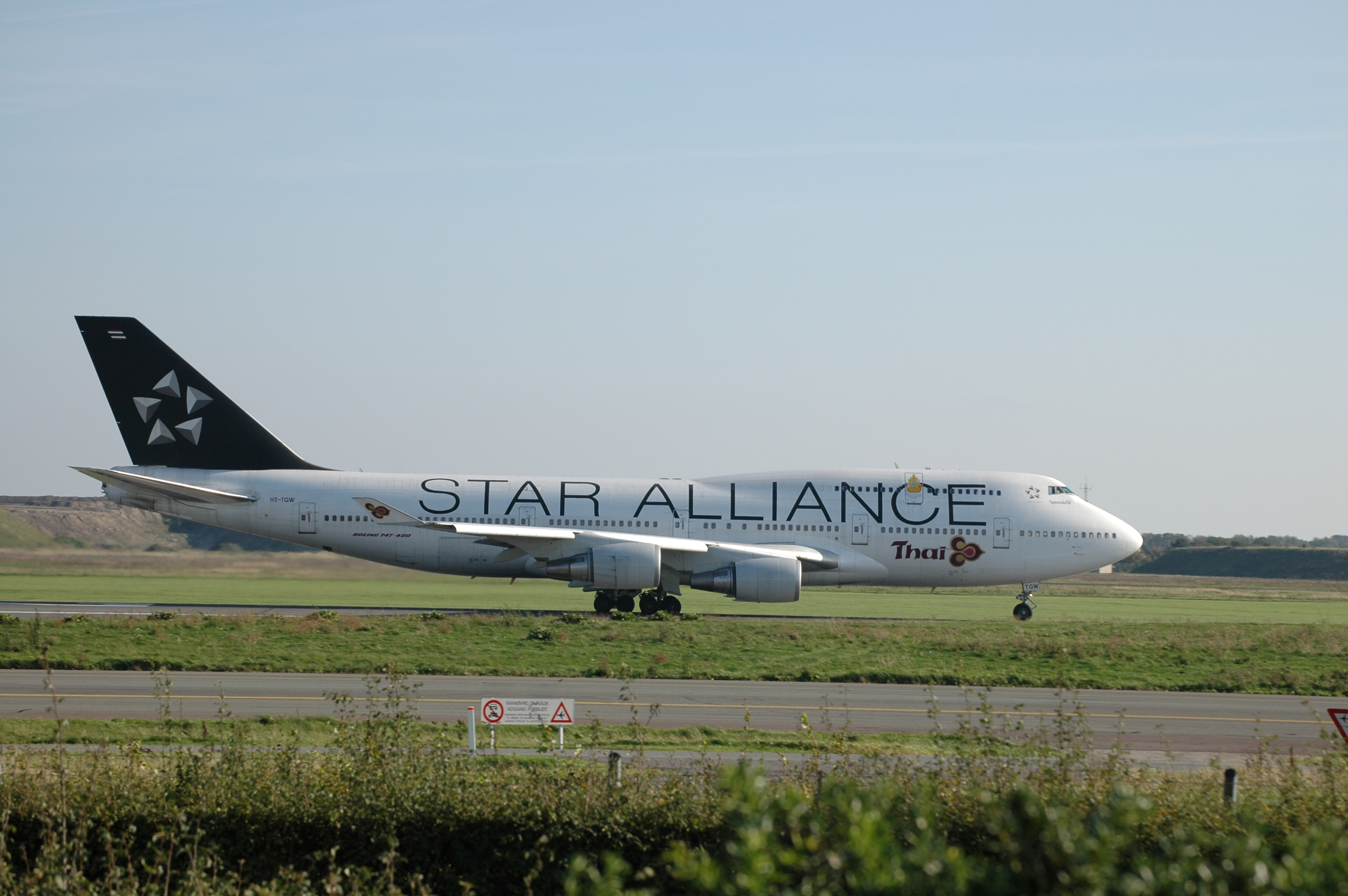
B747-400 de Thai Airways International (2006).
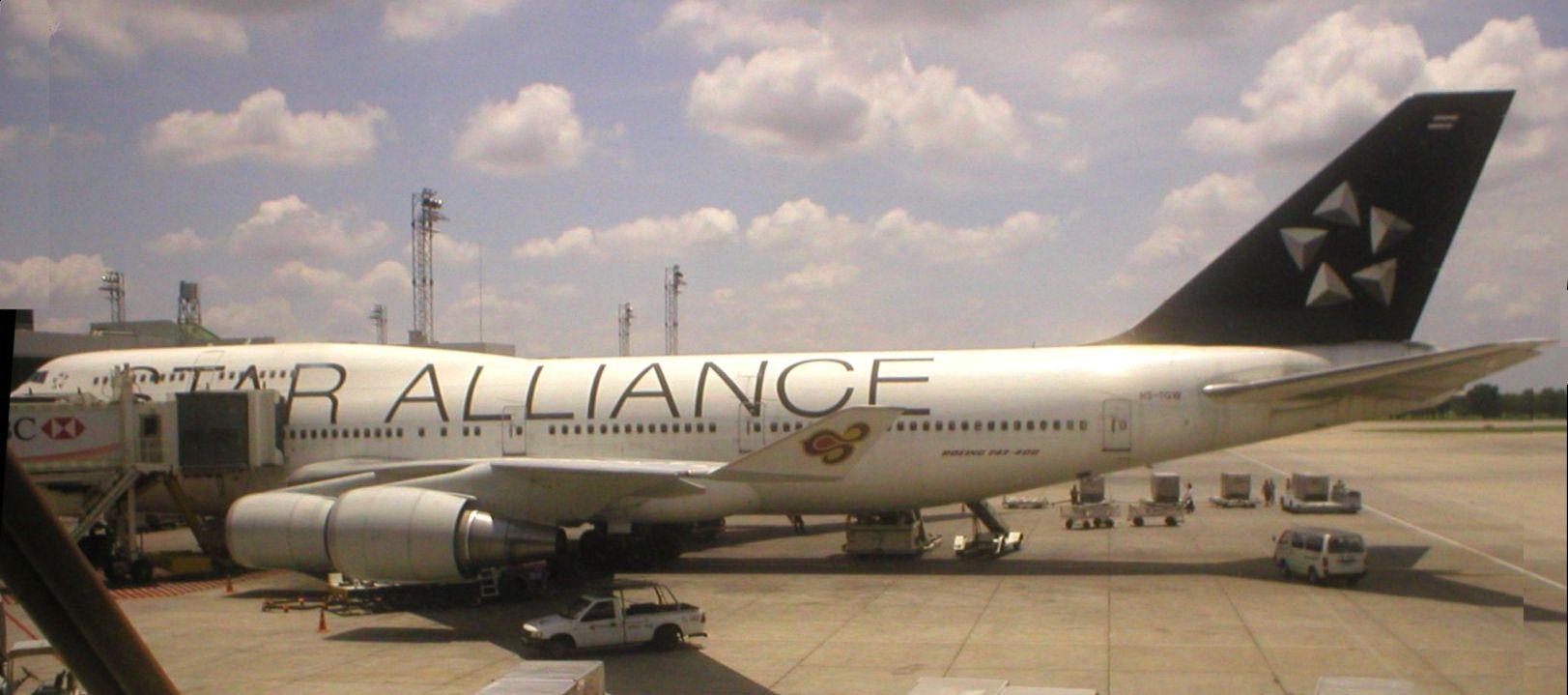
B747-400 de Thai Airways International (2006).
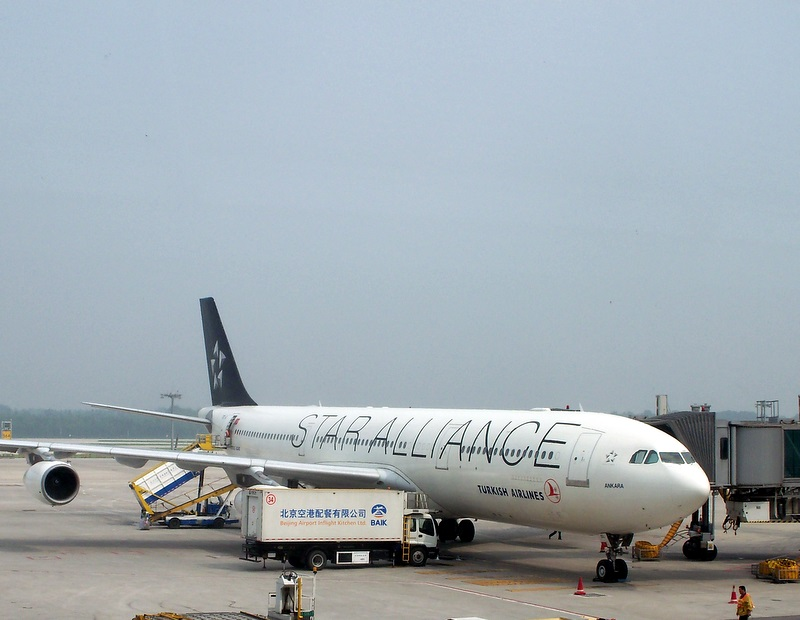
A340-300 de Turkish Airlines (2010).
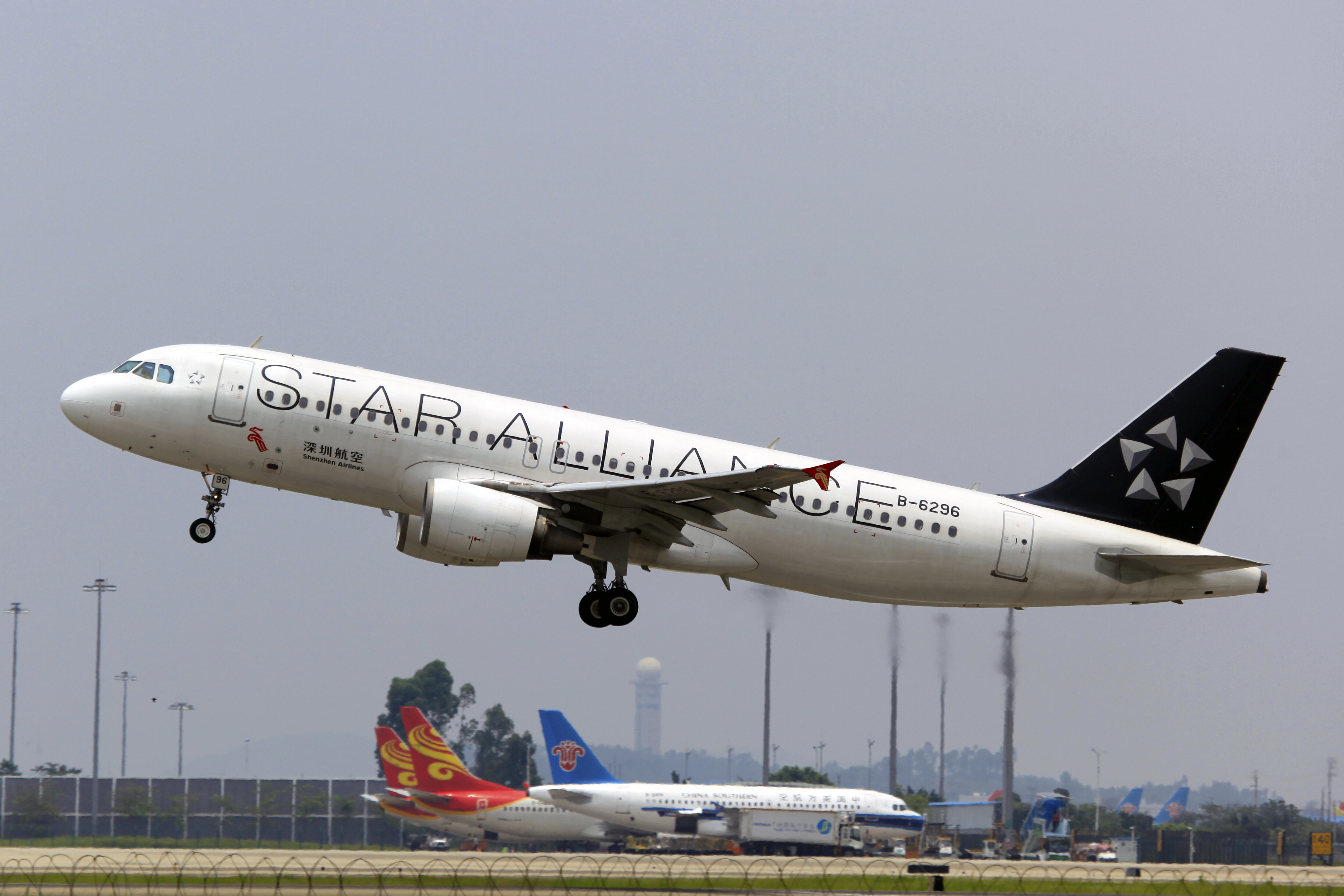
Airbus A320-200 de Shenzhen Airlines (2013).
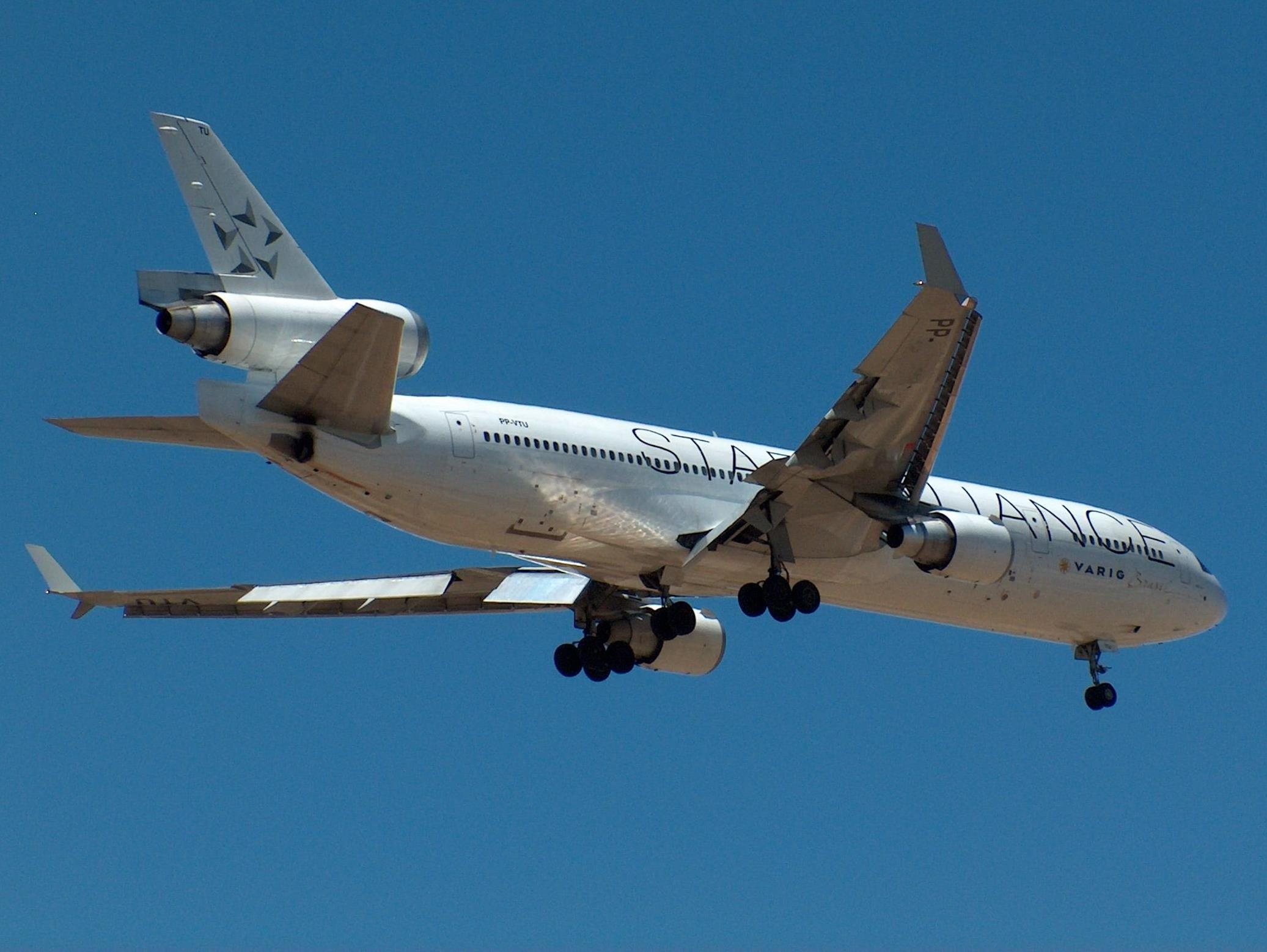
McDonnell Douglas MD-11 de Varig.
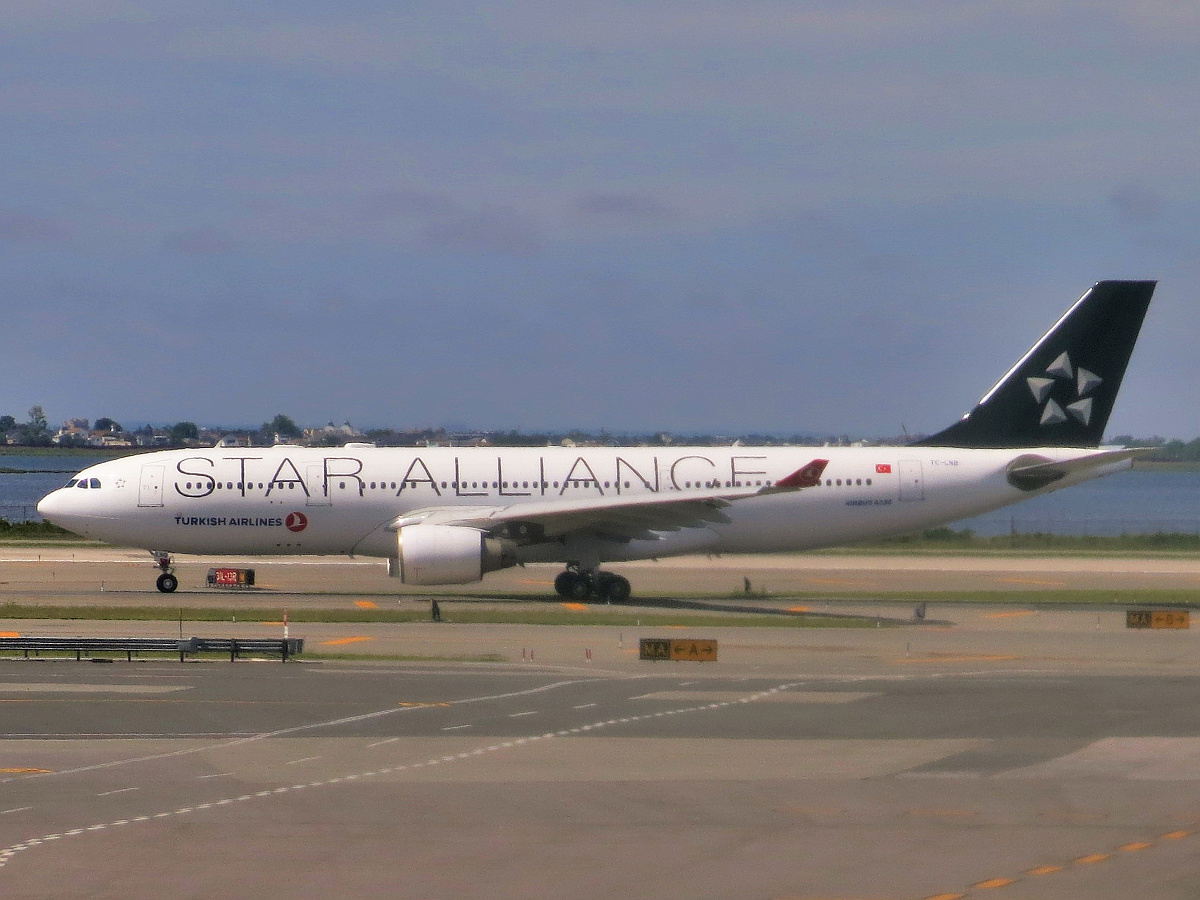
Airbus A330-200 de Turkish Airlines operado por TAME.
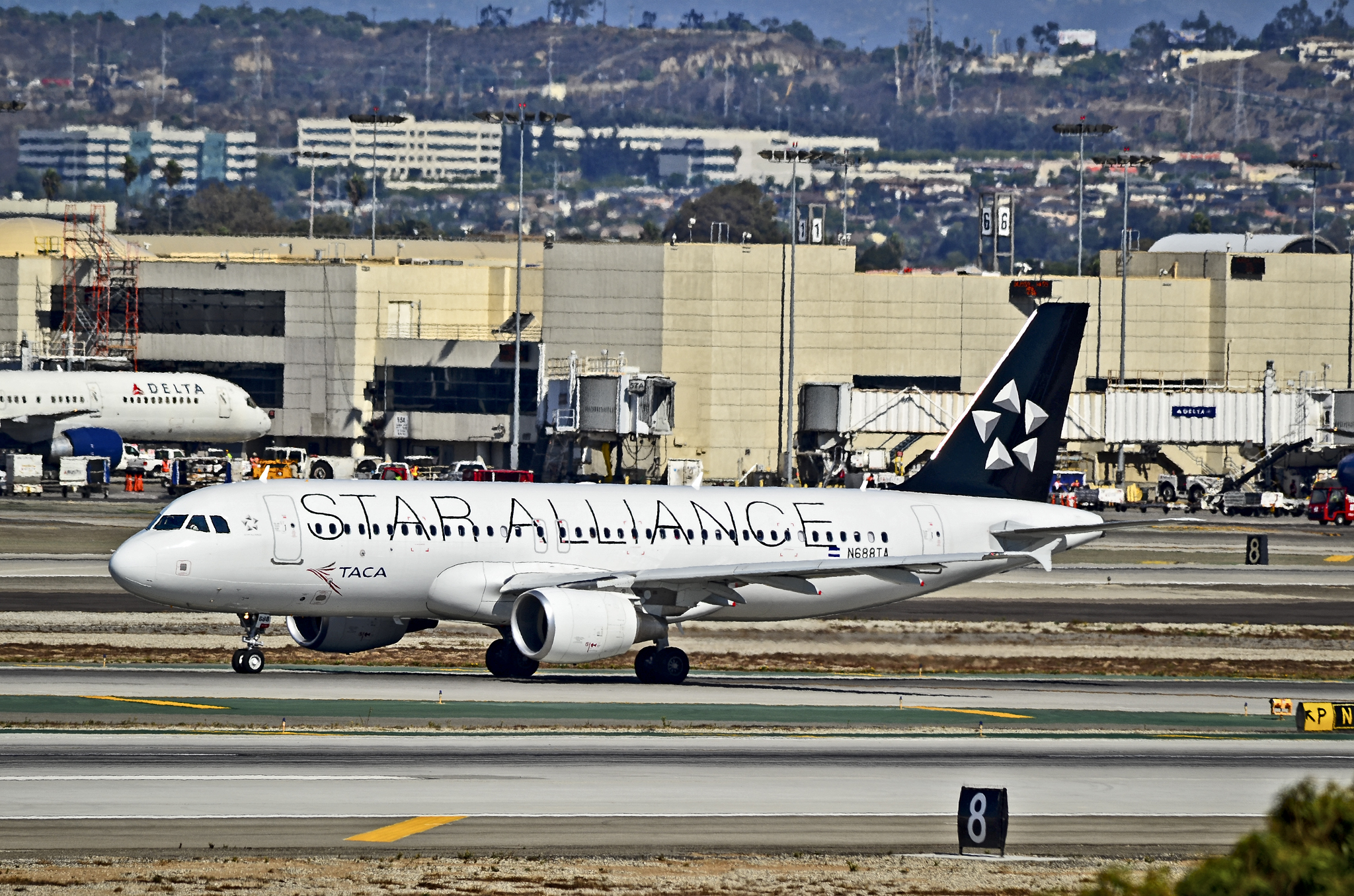
Airbus A320-200 de TACA Airlines.
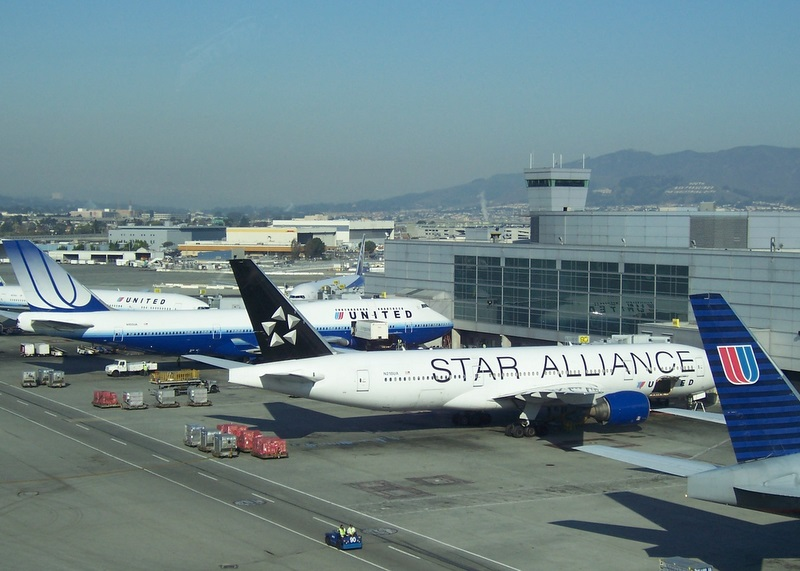
B777-200 de United Airlines (2008).
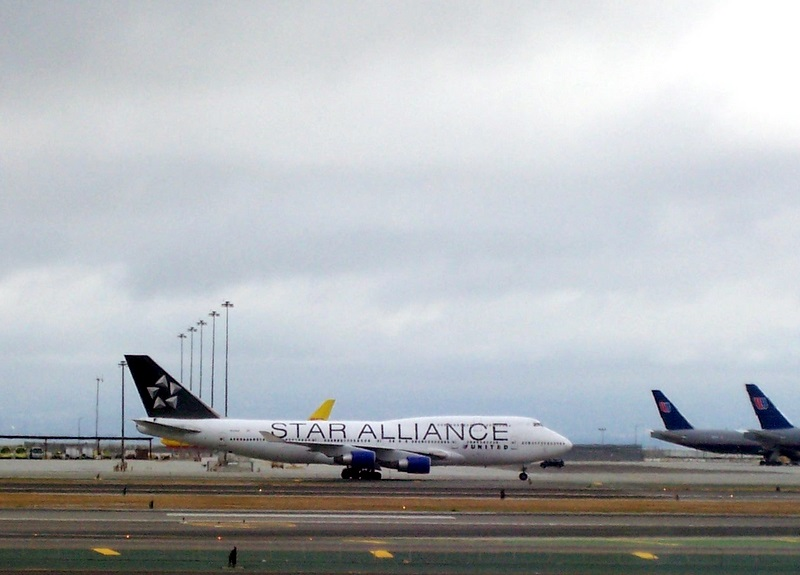
B747-422 de United Airlines (2009).
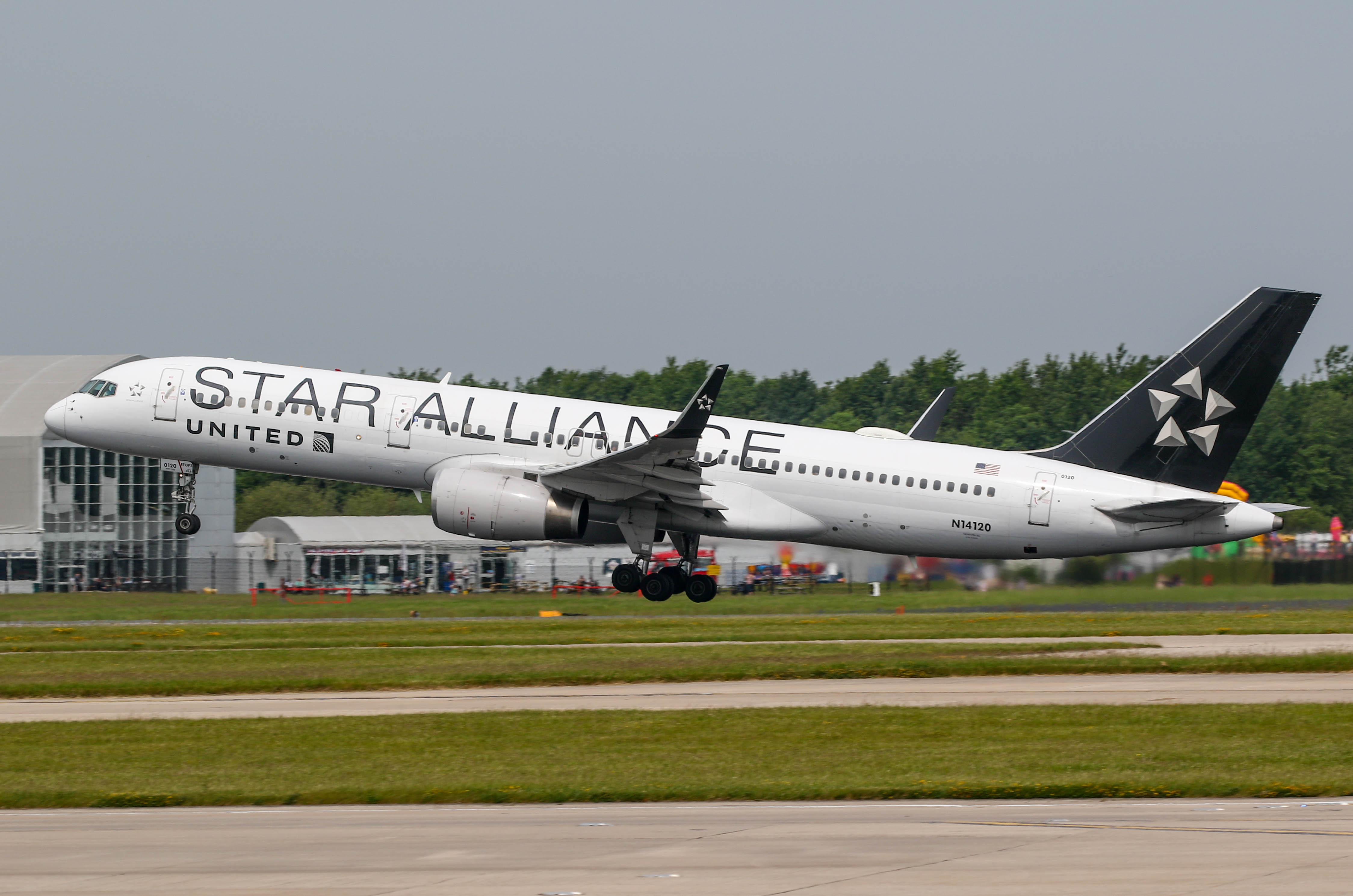
Boeing 757-200 de United Airlines.
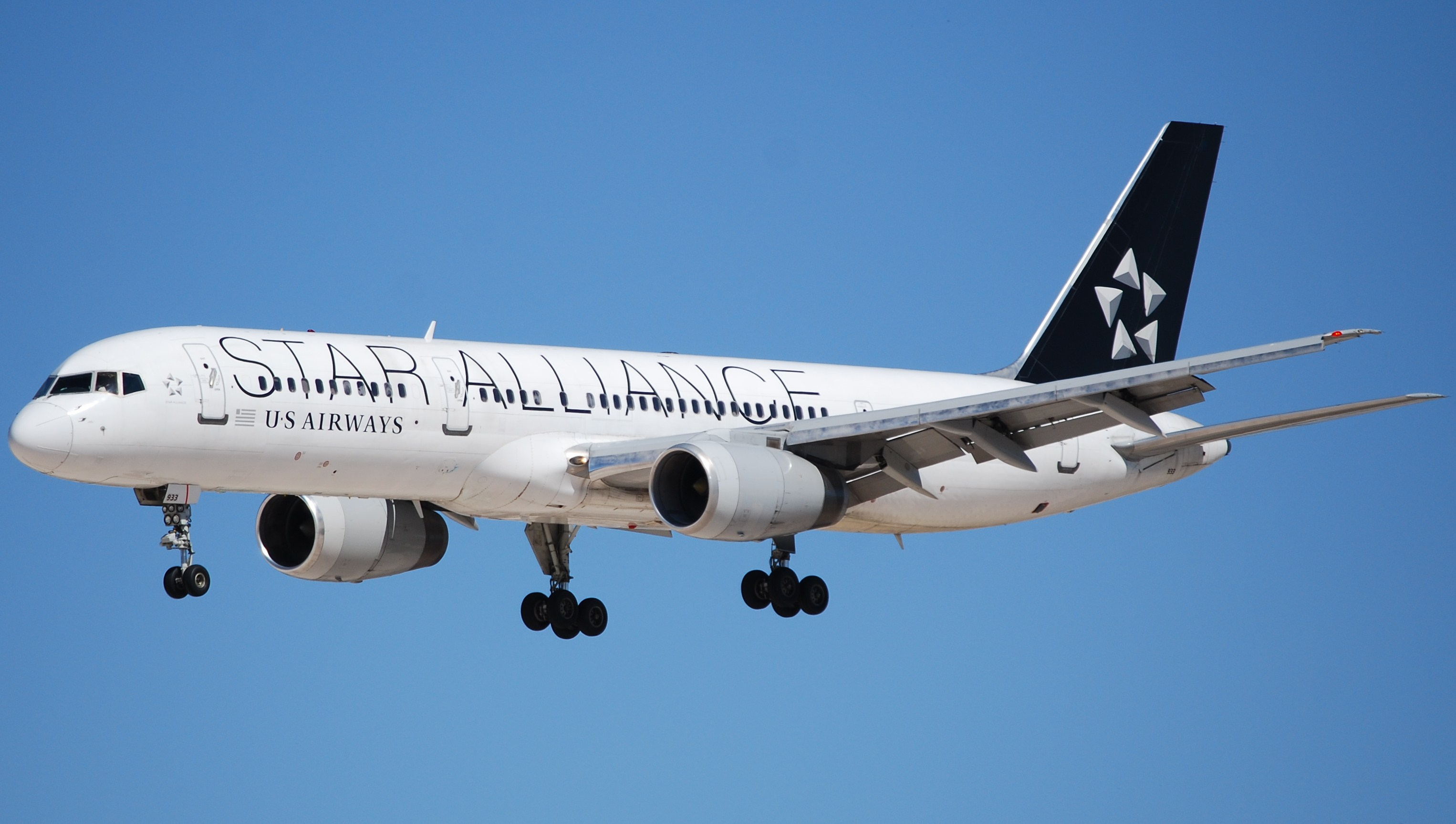
Boeing 757-200 de US Airways.